# Обстріли Запоріжжя (з 2022)
З 24 лютого 2022 року, з початку повномасштабного російського вторгнення в Україну місто Запоріжжя зазнає артилерійських обстрілів та повітряних нальотів, здійснених російськими окупантами.
За даними Національної поліції України, з 24 лютого 2022 по 24 лютого 2023 року по місту Запоріжжя завдано понад 400 ракетних ударів. Унаслідок обстрілів в Запорізькій області загинуло 344 людини, у тому числі 21 дитина, поранення отримали 939 осіб, 63 з них — діти.
Органами досудового розслідування відкрито 2430 кримінальних проваджень за фактами воєнних злочинів Росії на території Запорізької області.

## 2022

### Лютий
24 лютого російська ракета влучила біля Запорізького аеропорту, внаслідок чого виникла пожежа. Росіяни також почали бої на околицях Запоріжжя.
26 лютого російська 22-а армія просунулася на північ з тимчасово окупованого Криму і почала підходити до Запорізької АЕС. В той же день армія завдала ракетний удар по тролейбусному парку.
27 лютого, ввечері, російські війська почали обстріл Запоріжжя. Також повідомлялося про бої у Василівці, в місті на південь від Запоріжжя.
28 лютого Міністерство оборони РФ оголосило про захоплення міста Енергодар, де розташована найбільша в Європі Запорізька АЕС. Мер Енергодара тоді спростував це твердження.

### Березень
8 березня з міста Запоріжжя продовжили курсувати евакуаційні поїзди до Львова, Рахова, Хмельницького, Хелма та Ковеля.
12 березня в місті було завдано авіаудар по річці Дніпро[джерело?].
14 березня у Василівці російські війська зруйнували станцію очисних споруд. Стічна вода з міста почала потрапляти у річку Дніпро без будь-якої очистки.
16 березня, близько 05:00, російські війська завдали ракетний удар по інфраструктурі залізничної станції Запоріжжя II, в результаті суттєво були пошкоджені колії, контактна мережа, у будівлях повилітали шибки. У приміських поїздів, що знаходилися біля вокзалу без пасажирів, були пошкоджені вікна. Відправка усіх приміських поїздів, які вирушали зі станції Запоріжжя II, було тимчасово перенесено на вокзал станції Запоріжжя I.
23 березня стало відомо, що на околицях Мелітополя, що тимчасово окупований російськими військами, окупанти розмістили базу на території місцевого військового аеродрому, з якого російські війська ведуть ракетні обстріли.
31 березня командування десантно-штурмових військ Збройних сил України повідомило про звільнення від російської окупації населених пунктів Затишшя, Малинівка, Веселе, Зелений Гай і Червоне Запорізької області.

### Квітень
7 квітня мешканці міста відчули вибухи у різних частинах міста у зв'язку з тим, що російські війська обстріляли місто крилатими ракетами, які потім були збиті силами протиповітряної оборони Запоріжжя. За попередніми даними було збито три крилаті ракети, зокрема ніхто не постраждав та не загинув внаслідок ракетного обстрілу.
14 квітня російські окупаційні війська обстріляли місто Василівка касетними засобами ураження і артилерією, метою стало дискредитація Збройних сил України, про це заявили у Запорізькій обласній військовій адміністрації, було пошкоджено декілька житлових будинків у центрі міста та приватний сектор, знищено продуктовий магазин та пошкоджено депо на залізничній станції Таврійськ. Внаслідок російського обстрілу 1 людина загинула, 5 отримали поранення.
21 квітня, о 12:45, російські окупанти випустили крилату ракету по Запоріжжю. Вона зазнала удару біля острова Хортиця в районі мосту Преображенського. У той час залізничним полотном мосту рухався евакуаційний пасажирський поїзд сполученням Запоріжжя — Львів, в якому вибуховою хвилею вибило вікна чотирьох вагонів. Також вилетіли вікна автівок, які рухалися мостом. О 13:30 окупанти завдали другий удар ракетою, яка також влучила в острів Хортиця. Внаслідок цього пошкоджена будівля санаторію-профілакторію одного з підприємств. Постраждало вісім громадян.
26 квітня вранці на територію одного з підприємств міста влучили дві російські керовані ракети «Калібр». Третя ракета розірвалася у повітрі. Пошкоджень та руйнацій зазнали інфраструктурні об'єкти підприємства. Одна людина загинула, троє зазнали поранень. Пізніше стало відомо, що ракети влучили в непрацююче підприємство.
28 квітня, вранці, російські окупанти завдали ракетного удару по Запоріжжю із застосуванням ракети Х-55 класу «повітря-земля».

### Травень
22 травня, в результаті масованого ракетного обстрілу по позиціях спецпризначенців у передмісті Запоріжжя, загинули 23 бійці зведеного полку Національної поліції України, серед них — 19 бійців КОРДу (Вінницька, Черкаська, Рівненська, Закарпатська області) та четверо представників поліції особливого призначення (з Івано-Франківської, Чернівецької та Хмельницької областей)[джерело?].
25 травня російські окупаційні війська запустили чотири крилаті ракети по місту Запоріжжя. Одну з них збило ППО, інші три завдали удару по цивільних об'єктах Шевченківського та Олександрівського районів.

### Червень
8 червня з'явилась інформація, що росіяни розмістили за 35 км від Запоріжжя близько 30 танків Т-62.
20 червня Родіон Кудряшов, командир підрозділу «Азов», проінформував, що ЗСУ розпочинають наступ на позиції окупантів на Запоріжжі.

### Липень
13 липня російські загарбники двома крилатими ракетами завдали удару по одному з підприємств у Дніпровському районі міста Запоріжжя. Поранено 14 осіб.

### Серпень
6 серпня, вночі, російські війська вдарили ракетою по об'єкту інфраструктури в Шевченківському районі Запоріжжя.
12 серпня по місту було випущено 5 снарядів. Зазнали руйнувань об'єкти інфраструктури в Шевченківському районі. Одна людина загинула, ще двоє були поранені.
24 серпня російський ракетний обстріл пошкодив шість багатоквартирних будинків.
27 серпня зафіксовано 16 ракетних ударів по Запоріжжю і району. Було обстріляне передмістя Запоріжжя та об'єкти інфраструктури в Шевченківському районі міста.
28 серпня ракетним ударом було пошкоджено принаймні 5 житлових будинків. Двоє людей отримали легкі поранення.

### Вересень
19 вересня окупанти вночі завдали вісім ракетних ударів по об'єктах інфраструктури Запоріжжя та передмістю. Повторного удару 19 вересня місто зазнало зранку — одна з ракет влучила в обласний центр, біля річки Дніпро[джерело?].
21 вересня російська армія завдала п'ять ракетних ударів по Запоріжжю, пошкодивши об'єкти інфраструктури та приватні будинки. Троє людей постраждали.
22 вересня по місту було випущено спочатку дев'ять ракет. Пошкоджено електропідстанцію та багатоповерхові будинки; одна ракета влучила в готель у центральному парку, внаслідок чого одна людина загинула і п'ять були травмовані. Ввечері по Запоріжжю було завдано ще десять ракетних ударів, які пошкодили близько 10 житлових будинків.

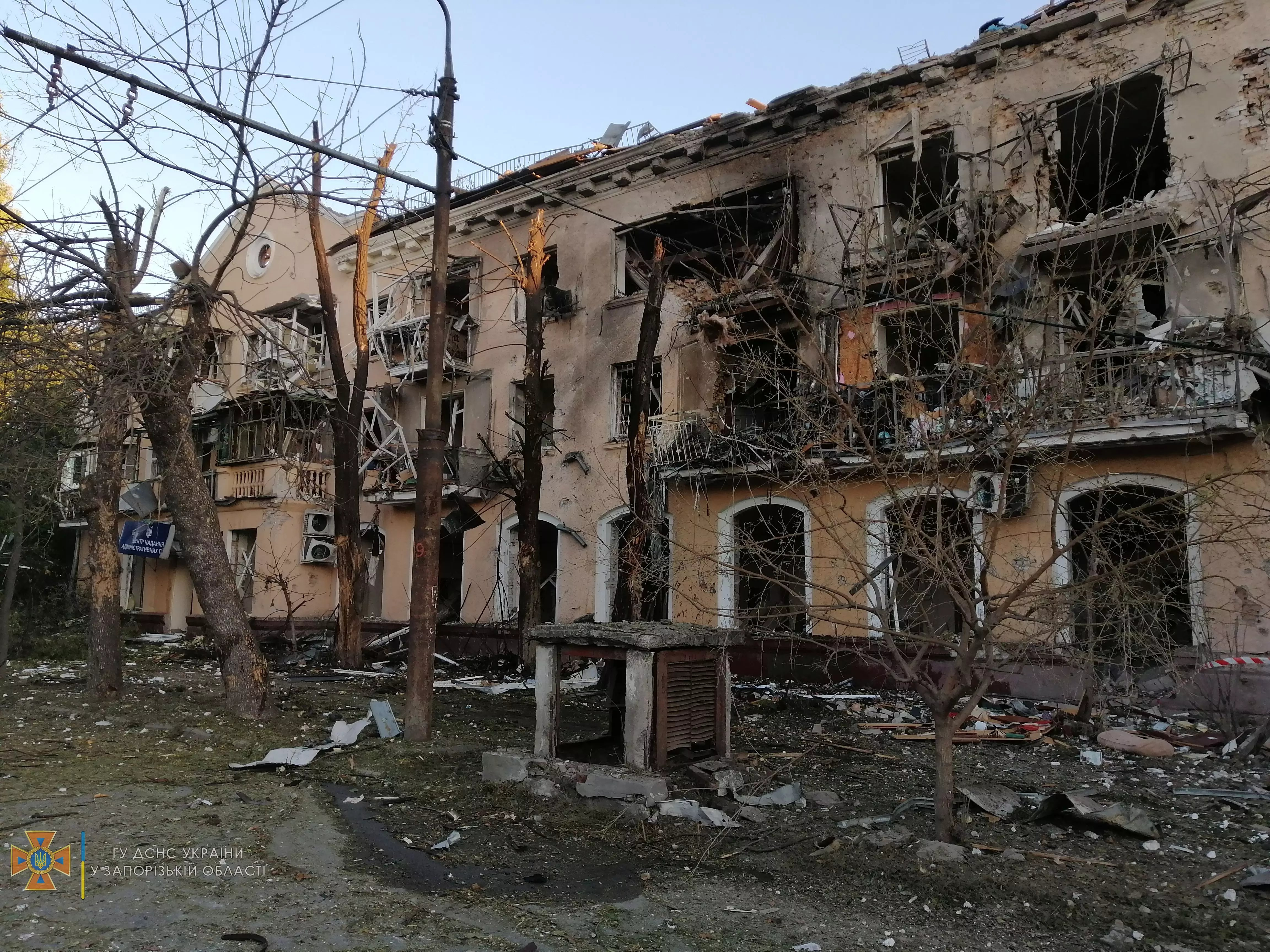
Будинок після обстрілу 24 вересня

24 вересня російські війська нанесли по місту близько п'яти ракетних ударів. Ранковим ударом пошкоджено понад 10 житлових будинків та об'єкти інфраструктури; одна людина загинула і 9 поранено.
25 вересня було завдано близько 10 ударів по кількох районах Запоріжжя та одному з сусідніх сіл. У місті знеструмлено одну з електропідстанцій. Троє людей поранено.

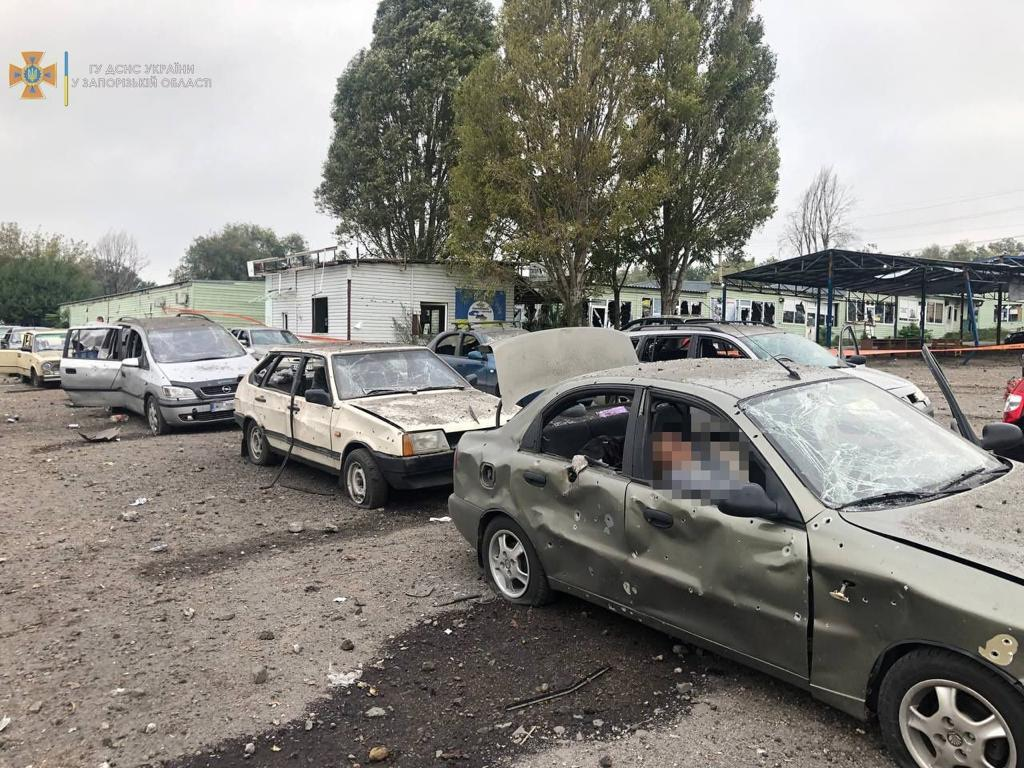
Наслідки обстрілу гуманітарної колони 30 вересня 2022 року

27 вересня зранку окупанти знову завдали 10 ракетних ударів С-300 по об'єктах інфраструктури Запоріжжя. Ударом пошкоджено лінії електропередач, що призвело до пожежі.
30 вересня російські окупанти здійснили обстріл ракетами С-300 гуманітарної колони, що готувалася виїхати на окуповані території. За даними місцевої влади, постраждали 122 людини, з яких 32 людей загинули.

### Жовтень
1 жовтня було оголошено Днем жалоби по загиблим внаслідок ракетного обстрілу гуманітарної колони напередодні.[джерело?]

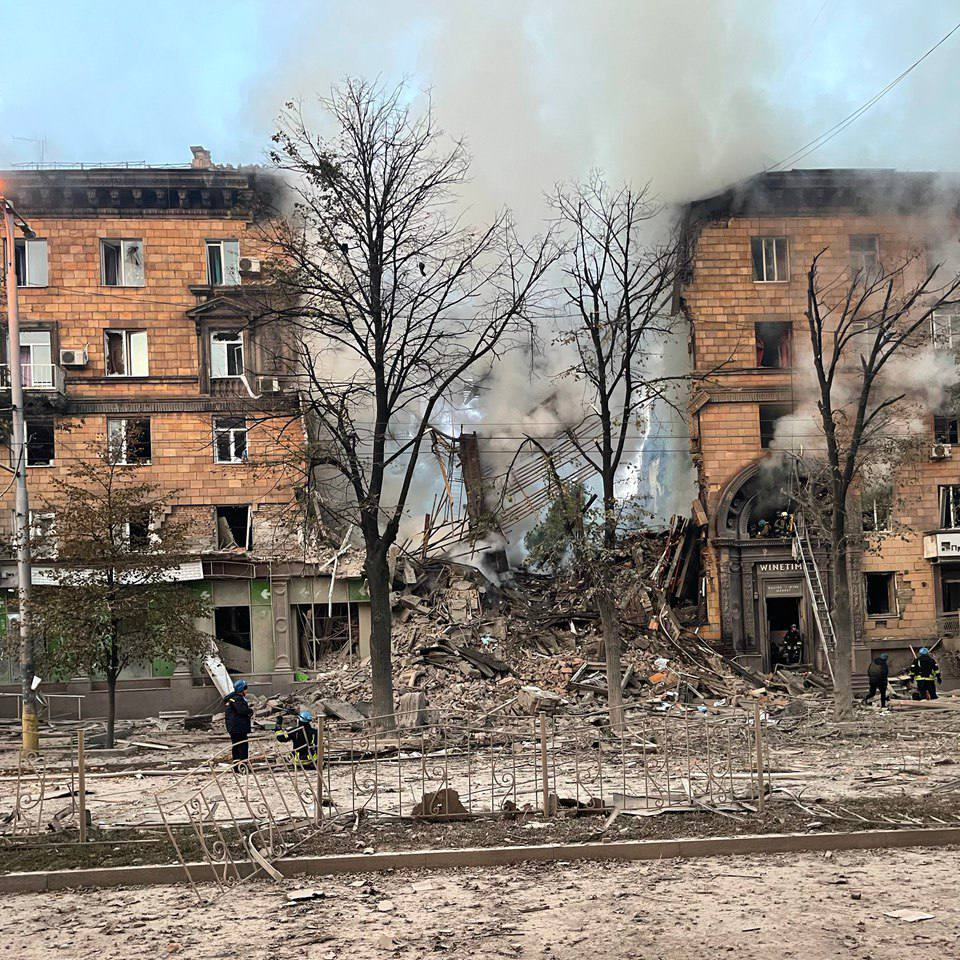
Будинок після обстрілу 6 жовтня

6 жовтня о 05:08 у Запоріжжі відбулися потужні вибухи: російські війська завдали сім ракетних ударів по середмістю. Виникли пожежі, руйнувань зазнали житлові будинки. Загинули 17 осіб (в тому числі одна дитина), врятована 21 особа, з яких 12 госпіталізовані. Голова Офісу Президента України Андрій Єрмак відреагував на ці удари:
|  | Запоріжжя. ракетні удари по багатоповерхівках. російські терористи вміють воювати лише з мирними людьми. Божевільні боягузи. російське питання необхідно вирішити раз і назавжди. Робити це можна лише силою. Зброя, санкції, ізоляція. Продовжуємо працювати. Тотальний розгром ворога і притягнення до відповідальності. Тільки так, — Андрій Єрмак |

7 жовтня вночі окупанти знову атакували Запоріжжя, вперше вони застосували дрони-камікадзе. За попередньою інформацією, це були іранські БПЛА «Shahed-136». Внаслідок атаки одна особа отримала поранення та була госпіталізована до лікувального закладу.
Всю ніч не припинялись пошуково-рятувальні роботи на місцях зруйнованих ракетами будинків. Станом на 05:00 було врятовано 21 людину, з них 13 осіб госпіталізовано, серед них дві дитини, кількість жертв зросла до 12 осіб, ще мінімум 15 осіб вважаються безвісти зниклими.
7 жовтня, близько 10:00, російські окупанти вдруге за день атакували Запоріжжя по об'єктам інфраструктури. Одна з ракет впала у двір багатоповерхівки. Житловий будинок зазнав руйнувань, пошкоджені комунальні мережі. Відомо про одного постраждалого, що отримав осколкові поранення.
8 жовтня, близько 22:00, ворог знову завдав ракетного удару по об'єкту інфраструктури, що спричинило пожежу[джерело?].

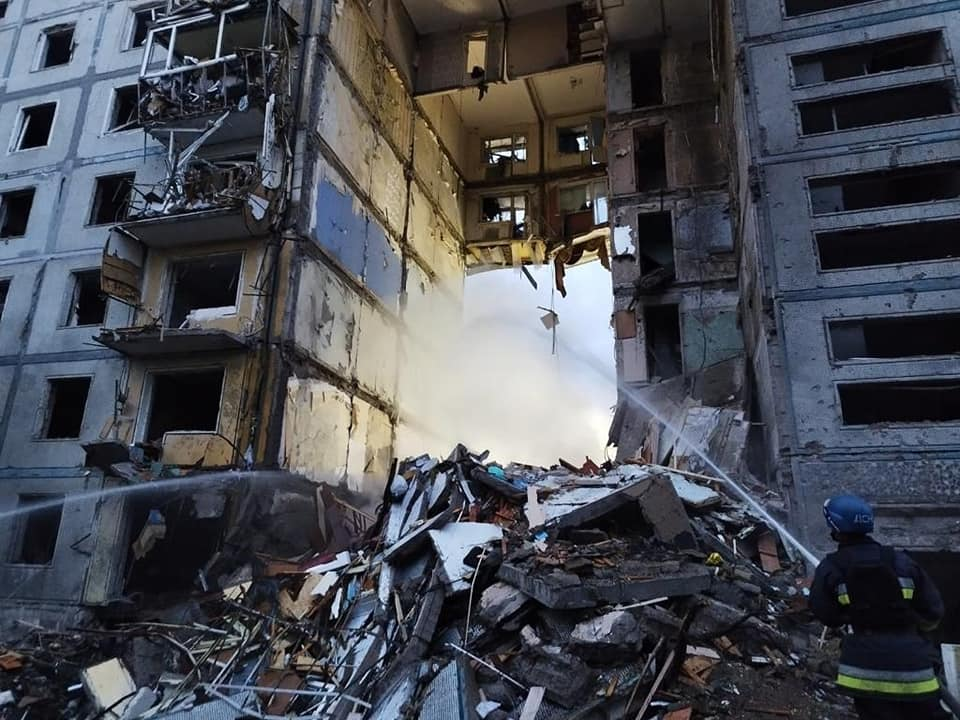
Будинок після обстрілу 9 жовтня

9 жовтня, близько 02:00, окупанти завдали 12 ракетних ударів по цивільним об'єктам із застосуванням тактичної авіації. Більшість ракет влучили в житлові багатоповерхівки та приватні будинки в одному з районів Запоріжжя. Частково зруйнований дев'ятиповерховий будинок, також зазнали пошкоджень близько 5 багатоповерхівок, 20 приватних будинків, 4 заклада освіти. Уражені об'єкти інфраструктури, пошкоджено 20 автомобілів. Попередньо було відомо про 17 загиблих, госпіталізовано близько 40 постраждалих, з них 6 дітей, врятовано 8 осіб.

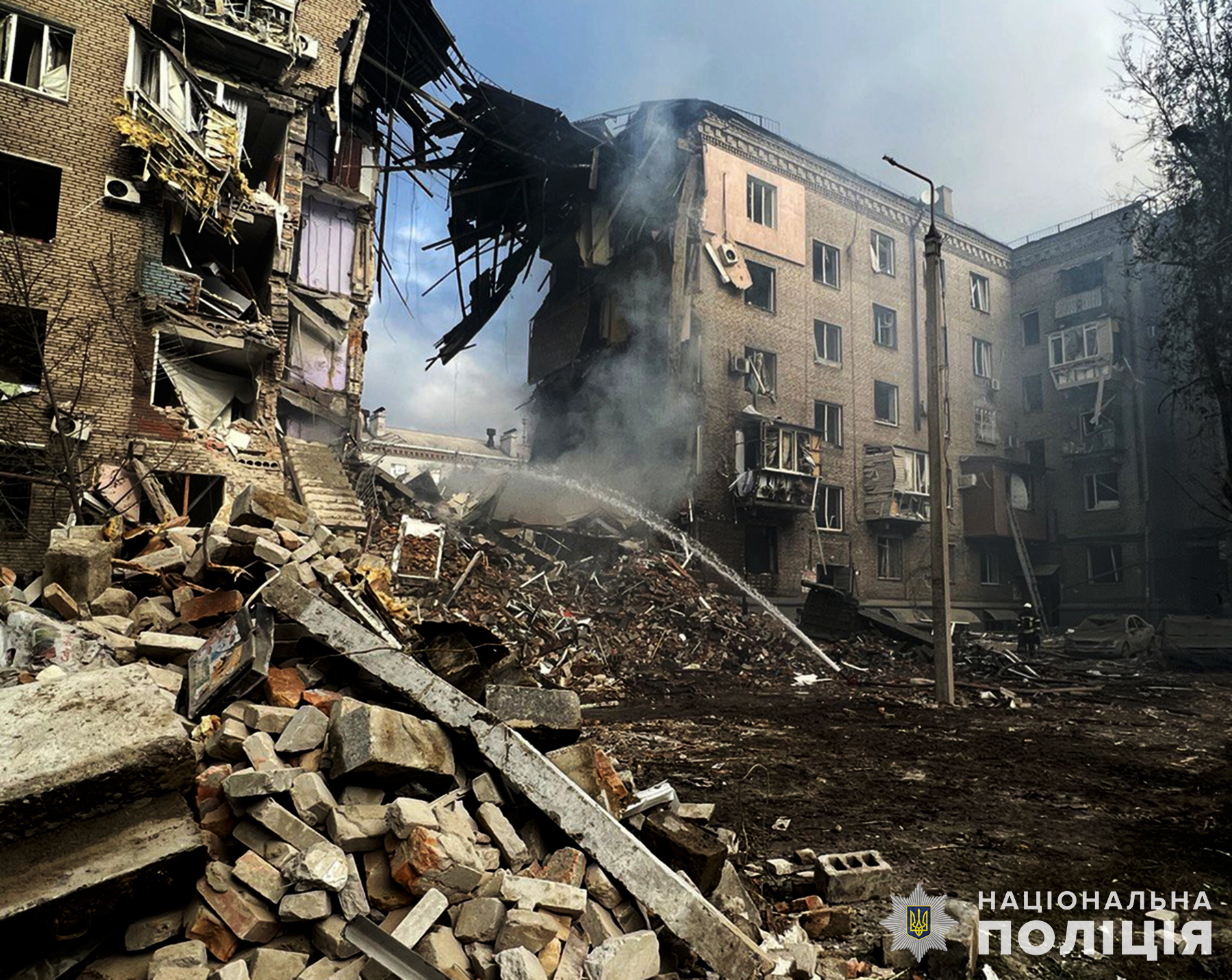
Будинок після обстрілу 10 жовтня

10 жовтня, о 01:45, російські окупанти завдали черговий ракетний удар по Запоріжжю. Було зафіксовано близько семи ракет зенітно-ракетного комплексу С-300. Зруйновано цілий під'їзд багатоповерхового житлового будинку. Станом на 10:00 відомо про 8 загиблих.

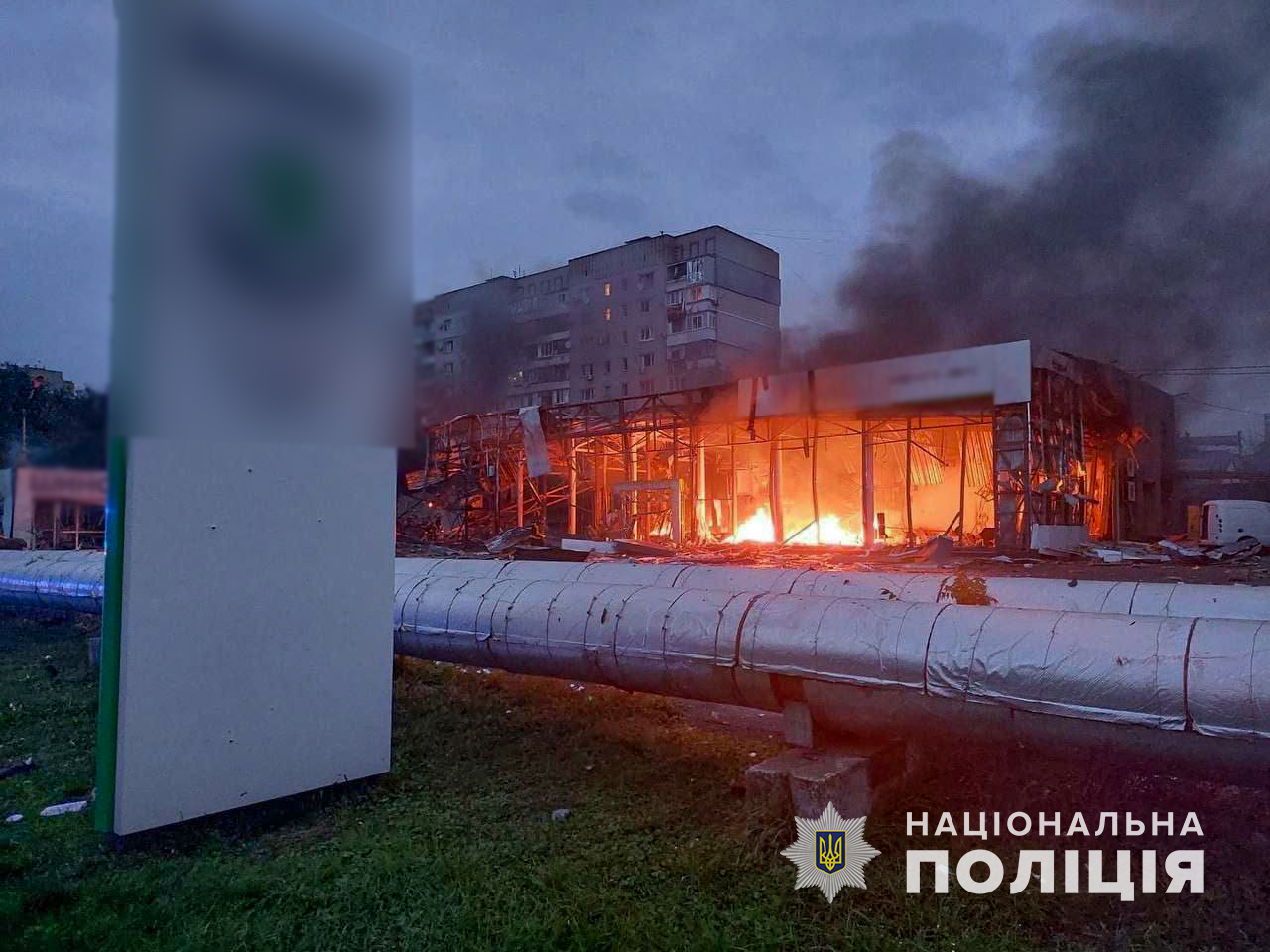
Автосалон після удару 11 жовтня

11 жовтня, близько 06:00, росіяни знову обстріляли місто, зокрема дитячий реабілітаційний центр. Крім того, зруйновано автосалон, довколишні багатоповерхівки, школа, амбулаторія. Подекуди на місцях влучань виникли пожежі, загинула одна людина. Ще декілька потраплянь задокументовано неподалік інших об'єктів цивільної інфраструктури. Пошкоджено зелену зону та скелю на території заповідника Хортиця, водогін та декілька адміністративних будівель.
12 жовтня російські окупанти продовжують завдавати нічні ракетні удари по цивільній інфраструктурі. По Запоріжжю і передмістях було завдано близько семи ракет С-300. Дві ракети влучили в один з районів обласного центру та ще п'ять ракет прилетіли у передмістя. Три з них принесли руйнування в одному з наближених до Запоріжжя сіл: частково зруйновано житловий будинок, з-під завалів рятувальники ДСНС України дістали три особи, які зазнали поранень. Ще дві ракети впали біля іншого села.
14 жовтня, близько 05:30, російські війська вкотре здійснили ракетний обстріл Запоріжжя. Цілями окупантів стали об'єкти інфраструктури, а саме історична будівля — пам'ятка місцевого значення[яка?]. Внаслідок ракетного удару на цьому об'єкті виникла пожежа на площі 3 м², пошкоджена виробнича споруда та припарковані легкові автомобілі.
15 жовтня, близько 01:00, російська армія атакувала Запоріжжя чотирма безпілотниками-камікадзе «Shahed-136», що спричинили пожежі. Вранці, близько 06:00, окупанти також поцілили в обласний центр 10 ракетами зенітно-ракетного комплексу С-300, атакувавши об'єкти промислової та енергетичної інфраструктури, завдавши руйнування. Вибуховою хвилею пошкоджено 21 багатоквартирний будинок, 15 будинків приватного сектору, заклад освіти та автостоянку.
17 жовтня, близько 04:30, окупанти завдали 6 ракетних ударів по місту Запоріжжя, руйнування зазнали об'єкти інфраструктури.
18 жовтня, вночі, російські війська атакували обласний центр дронами-камікадзе. Внаслідок атаки виникла пожежа на об'єкті інфраструктури.
19 жовтня близько 04:30 російські окупанти атакували об'єкт критичної інфраструктури в одному з селищ Запорізького району, застосувавши ракети С-300. На об'єкті виникла пожежа, яка була оперативно ліквідована рятувальниками ДСНС.

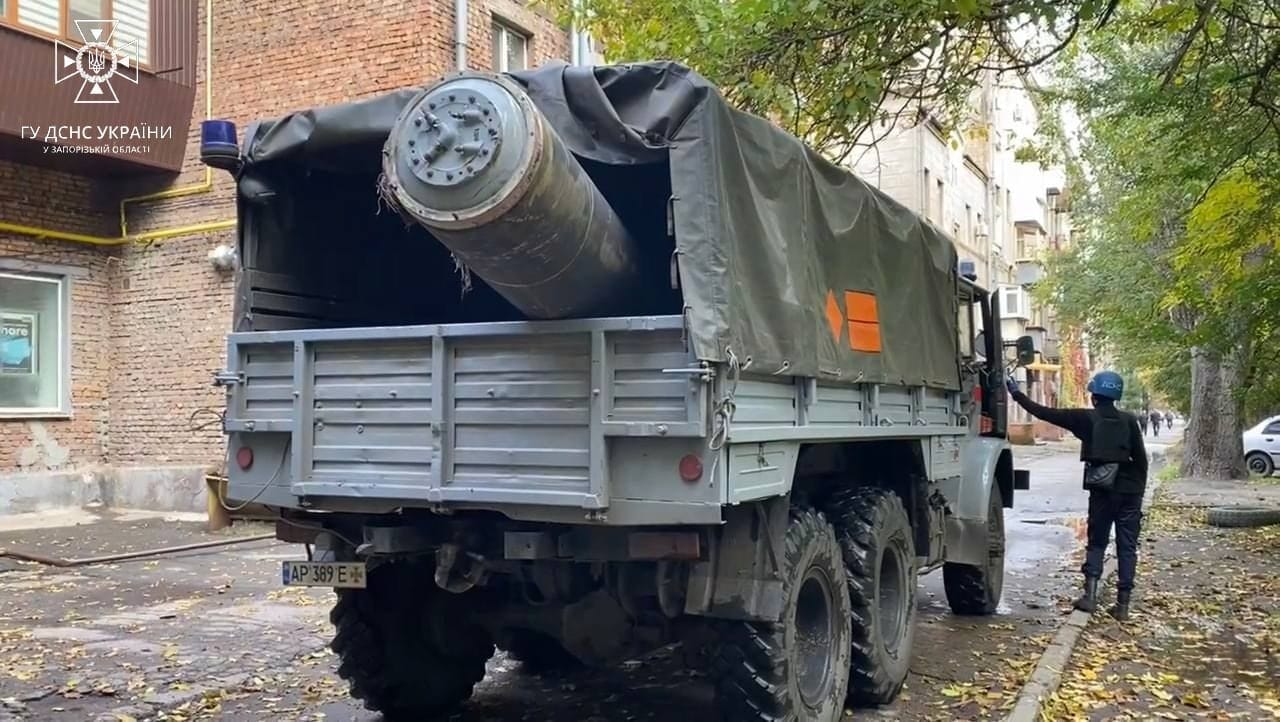
Прибирання решток ракети після обстрілу 21 жовтня

21 жовтня, близько 08:30, окупанти атакували Запоріжжя шістю ракетами С-300. Руйнувань зазнали житловий будинок та об'єкти інфраструктури. У житловому будинку внаслідок атаки пошкоджена газова система, сталося загоряння, зруйнована стіна. Також окупанти поцілили в школу в одному з районів міста. У навчальному закладі пошкоджений дах та вибиті шибки. За уточненими даними отримали поранення 5 осіб.
26 жовтня, близько 23:50, російські окупанти здійснили три ракетних удари з РСЗВ «Смерч» по околиці Запоріжжя та передмістя, в результаті пошкоджені об'єкти інфраструктури, виникла пожежа, яка була локалізована ДСНС. У деяких приватних будівлях та десяти багатоповерхівках одного з мікрорайонів міста вилетіли шибки. На цей раз постраждалих не було.
29 жовтня, близько 12:30, під час повітряної тривоги в Запоріжжі пролунав вибух. Окупанти знову вдарили по об'єкту критичної інфраструктури міста.
31 жовтня російські війська завдали масовані ракетні удари по Запоріжжю. Перша атака відбулася близько 08:00 ракетами, які запустили з літаків, друга атака відбулася близько 10:00, попередньо із ЗРК С-300. В результаті обстрілів мешканці міста залишилися без світла, а подекуди й без води. Постраждали багатоповерхові будинки, медичний заклад, заклад освіти, будинок культури та інші об'єкти інфраструктури. Нові пошкодження ускладнили ситуацію в енергосистемі України. Для ліквідації аварій, спричинених наслідками ракетних обстрілів, в окремих районах були введені локальні обмеження споживачів.

### Листопад
6 листопада, близько 00:34, одразу ж після відбою попередньої повітряної тривоги, окупанти завдали два ракетних удари із ЗРК С-300 по обласному центру. Одна із ракет влучила на територію приватного підприємства, що спричинило пожежу на площі 800 м² та житловий квартал. Ще одна ракета впала на територію приватної земельної ділянки. Внаслідок атаки одна людина загинула. Вибуховою хвилею пошкоджено два автомобіля.
12 листопада, близько 16:30, під час повітряної тривоги окупанти завдали ракетного удару Іскандером по середмістю Запоріжжя, через декілька хвилин пролунали вибухи. Ракети успішно були знешкоджені Силами протиповітряної оборони. Внаслідок ракетних обстрілів впали касетні снаряди, що не розірвалися. В зоні можливої детонації нерозірваних снарядів опинилися 6 житлових багатоквартирних будинків. Було прийнято рішення про евакуацію мешканців прилеглих будинків задля знешкодження снарядів.
15 листопада, близько 04:00, російські окупаційні війська здійснили ракетний обстріл із ЗРК С-300 по передмістю Запоріжжя, в результаті влучання пошкоджена лінія електромереж.
18 листопада, о 22:35, російські окупанти атакували Запоріжжя п'ятьма ракетами С-300. Внаслідок ворожої атаки загинула одна особа. Зазнало руйнувань одне з промислових підприємств. Вибуховою хвилею пошкоджені багатоповерхівки, що розташовані поряд. Також в результаті ракетного обстрілу в одному з районів міста без опалення залишилося понад 120 житлових будинків. Фахівці тепломереж вже наступного дня відновили опалення в багатоповерхівках. Також впала ракета та зруйнувала футбольне поле у Південному мікрорайоні[джерело?].
24 листопада, близько 21:00, російські окупанти здійснили обстріл території Запоріжжя реактивними снарядами залпового вогню «Ураган». Під час огляду території ураження поліцейські виявили в лісосмузі одного з районів міста головну частину касетного боєприпасу. Касетні елементи вибухнули на території медичного закладу та дачного кооперативу. В результаті акту збройної агресії пошкоджено приміщення лікарні, а також руйнувань зазнали п'ять будинків у садівничому господарстві.
25 листопада, вранці, окупаційні війська рф обстріляли передмістя Запоріжжя. Зруйновано СТО. Близько 07:00, одразу ж після оголошення повітряної тривоги, російські терористи знову обстріляли передмістя. Цього разу поцілили в об'єкт цивільної інфраструктури одного із селищ Запорізького району.
27 листопада, близько 01:45, російська армія знову завдала ракетний удар по передмістю Запоріжжя. Внаслідок вибухів двох ракет С-300 на території одного з агропідприємств виникла пожежа, пошкоджені паркан та будівля.
30 листопада, вночі, окупанти завдали ракетного удару по передмістю Запоріжжя. В результаті влучання ракети С-300 було пошкоджено газорозподільний пункт, внаслідок чого виникла пожежа, яку швидко ліквідували, без газу тимчасово залишились три вулиці.

### Грудень
2 грудня, близько 02:15, російські окупанти завдали чергові ракетні удари по Запоріжжю та його передмістю. Руйнування зазнали промислова та енергетична інфраструктура областного центру.
3 грудня, близько 21:55 та 23:35, під час повітряної тривоги жителі Запоріжжя чули потужні вибухи. Російські окупаційні війська здійснили декілька ракетних обстрілів передмістя. В результаті обстрілів на території приватної забудови вибиті шибки, пошкоджені крівлі приватних житлових будинків, лінії електромереж.
5 грудня, близько 00:00, окупанти, застосувавши ЗРК С-300, здійснили знову нічний ракетний обстріл Запоріжжя. Одна з ракет влучила по території автосервісу. Через вибухову хвилю частково зруйнована його будівля та приміщення поруч. Інші дві ракети поцілили в один із промислових об'єктів міста. Зазнали пошкоджень заводські приміщення.
6 грудня, близько 01:00, російські війська завдали ракетного удару по передмістю обласного центру. Одна із ракет потрапила по територіі Степненської сільської громади. Пошкоджені об'єкти критичної інфраструктури та житлові будинки.
16 грудня, близько 09:00, під час повітряної тривоги, спричиненою дев'ятого масованого ракетного обстрілу з боку РФ по території України, російські окупанти атакували і Запоріжжя. Майже за півгодини окупанти завдали по Запоріжжю та Запорізькому району 21 ракетних ударів. Внаслідок чого у деяких районах міста зникло світло, пошкоджений один з об'єктів інфраструктури, обійшлося без жертв, люди не постраждали, згодом обласна влада прокоментувала ворожу атаку по Запоріжжю, про що стало відомо про півтора десятка ракетних удара. За повідомлення першого заступника міського голови Олександра Власюка, внаслідок ракетної атаки всі котельні і насосні станції міста були підключені до генераторів, у подальшому потребує відновлення Дніпровської ГЕС.
24 грудня, о 01:45, окупанти завдали ракетного удару з комплексу С-300 по передмістю Запоріжжя. Декілька з ракет влучили у гімназію в Степненській сільській громаді, а також пошкоджені поруч приватні будинки. Перша ракета влучила у середину навчального корпусу гімназії, другий удар — під стіни шкільної бібліотеки. По селу Лежине ворог б'є ракетами вже вп'яте, а загалом по Степненській сільській громаді щонайменше вже 10 разів.
29 грудня, близько 01:00, по передмістю Запоріжжя, в межах Степненської сільської громади завдано обстріл російськими ракетами С-300, що призвело до пошкодження газогону (з витоком газу) і лінії електропостачання. Майже вщент зруйновано три приватних будинки, ще декілька пошкоджено.
31 грудня, під час повітряної тривоги близько 14:00, російські окупанти завдали ракетного удару по житловому сектору у Заводському районі міста: частково зруйновані та пошкоджені приватні житлові будинки. Четверо людей, серед яких дитина та вагітна жінка, отримали поранення.

## 2023

### Січень
3 січня, о 22:48, завдана ракетна атака С-300 по околицям Запоріжжя. Через обстріл на об'єктах цивільної інфраструктури виникла пожежа на одному із підприємств, постраждали дві людини, які отримали осколкові поранення. Від вибухової хвилі в одному з районів міста пошкоджено 8 багатоповерхових будинків: повилітали вікна та зруйновані балкони. Також завдані руйнування будівлі дитячого дошкільного закладу: вибиті шибки і частково пошкоджений дах.
7 січня, близько 22:00, одночасно з оголошенням повітряної тривоги окупанти завдали ударів по околицях Запоріжжя, не зважаючи на те, що вони самі заявляли, що нібито вони будуть зберігати перемир'я під час Різдва. Обстріли велися по околицях міста з РСЗВ «Смерч» касетними боєприпасами.

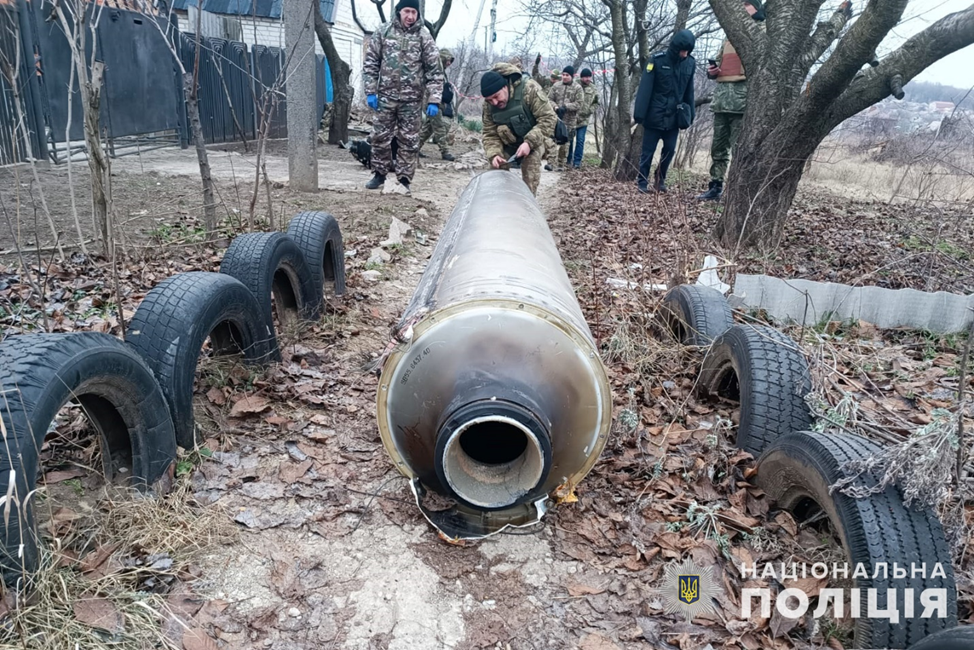
Рештки ракети С-300 після обстрілу 12 січня

12 січня, о 03:00, в Запоріжжі пролунали вибухи і після цього була оголошена повітряна тривога. Внаслідок ракетної атаки в одному з районів міста зруйновані приватні житлові будинки та об'єкти інфраструктури.
14 січня, близько 06:00, окупанти завдали шість ракетних ударів по території одного з підприємств Запоріжжя, що спричинили руйнування будівель, обійшлося без жертв. Цього разу нанесений ракетний удар не з окупованого Токмаку, а з-під Енергодара.
16 січня, о 00:49, окупанти завдали ракетного удару із ЗРК С-300 по середмістю Запоріжжя. Ракета вибухнула біля п'ятиповерхівки та понівечила цілий під'їзд. Руйнувань зазнали і сусідні будинки та припарковані поряд автомобілі. Внаслідок ракетного удару постраждали 9 мешканців, серед них — двоє дітей.
27 січня, близько 20:30, Запоріжжя атаковане ракетами по території одного з промислових підприємств Запоріжжя з ОТРК «Іскандер». Вибуховою хвилею та уламками вибито шибки, потрощено дахи й фасади в довколишніх будівлях, пошкоджено транспортні засоби. Під час ворожої атаки мінно-вибухові травми отримав 31-річний чоловік, його було госпіталізовано.

### Лютий
9 лютого, о 13:03, в Запоріжжі одразу після оголошення повітряної тривоги у деяких районах місцяни відчули вибух. Міська влада заявила, що в обласному центрі «прильотів» не було зафіксовано, проте, в Запорізькій ОВА повідомили, що окупаційні російські війська завдали удари по передмістю, по Матвіївській сільській громаді.
10 лютого, близько 04:45, в ході чергового масованого обстрілу України російські війська здійснили наймасштабнішу атаку на Запоріжжя з початку війни. Впродовж години окупанти завдали 17 ракетних ударів, в результаті яких пошкоджена енергетична інфраструктура міста. Також вранці по обласному центру завдано щонайменше 10 ракетних ударів по об'єктах інфраструктури, в ході 14-ї масованої ракетної атаки по об'єктам енергетичної інфраструктури.
20 лютого, близько 16:00, ворог атакував передмістя обласного центру ракетами Іскандер-К. Зафіксовано влучання у поле поруч з приватними будинками. Вибуховою хвилею пошкоджено житловий будинок та автівка. Обійшлося без жертв.
24 лютого, близько 21:00, окупанти завдали ракетного удару по передмістю Запоріжжя.
27 лютого, близько 01:10, російські окупаційні війська знову, як зазвичай вночі, здійснили обстріл Запоріжжя. За даними Запорізької ОВА постраждав об'єкт інфраструктури, а також стало відомо, що одна із запущених ворожих ракет впала у річку Дніпро. В Офісі Президента України було повідомлено, що зафіксовано ракетний удар по острову Хортиця.

### Березень

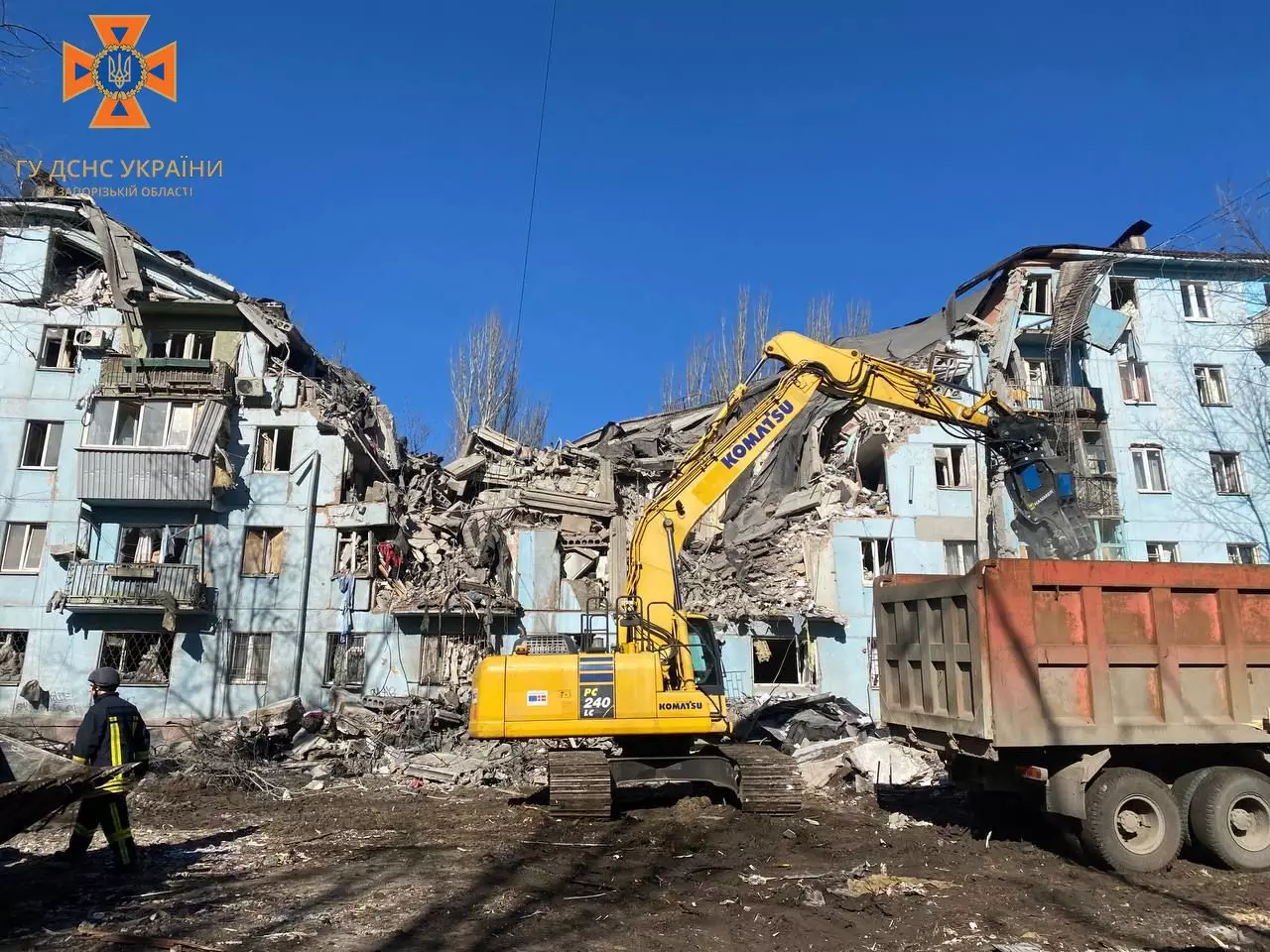
Будинок, зруйнований 2 березня

2 березня, о 01:30, російські війська завдавали удар по житловому будинку в центральній частині Запоріжжя, по вулиці Незалежної України, 67. За даними Нацполіції, станом на 3 березня знайдено 5 загиблих осіб, врятовано 11 осіб, 8 постраждалих, 10 осіб залишалися зниклими безвісти. Станом на 4 березня стало відомо, що кількість загиблих збільшилась до 10 осіб (6 жінок, 3 чоловіка та 1 дитина), 8 постраждалих, 4 госпіталізованих у лікарняні заклади та 7 осіб вважаються зниклими безвісти. Станом на 5 березня рятувальні роботи були завершені, кількість загиблих зросла до 13 осіб, 5 осіб вважаються зниклими безвісти. 6 березня в Запоріжжі оголошено днем жалоби за загиблими.
4 березня, близько 13:00, було завдано ракетний удар по одній з громад Запорізького району (с. Мар'ївка), застосувавши оперативно-тактичний ракетний комплекс «Іскандер-К», в результаті чого вибуховою хвилею та уламками пошкоджено фасади, вікна та дахи домогосподарств місцевих жителів. За даними Запорізької ОВА обстріл був здійснений із тимчасово окупованого Криму.
9 березня, близько 04:00, під час чергового масованого терористичного акту, окупанти завдали п'ять ракетних ударів із застосуванням зенітно-ракетного комплексу С-300 по одному з об'єктів критичної інфраструктури. Ввечері того ж дня, близько 20:00, під час оголошеної повітряної тривоги, окупанти знову завдали ракетного удару із С-300 по інфраструктурі міста. В деяких районах виникли перебої з водо- та енергопостачання. Відомо, що по Запоріжжю стріляли зі сторони тимчасово окупованого Токмака. Саме там відмічали переміщення установок С-300.
11 березня, о 15:23, окупанти знову атакували інфраструктуру Запоріжжя. Через обстріл ракетами ЗРК С-300 зазнали руйнувань територія та приміщення одного з промислових об'єктів, а також пошкоджено газогін.

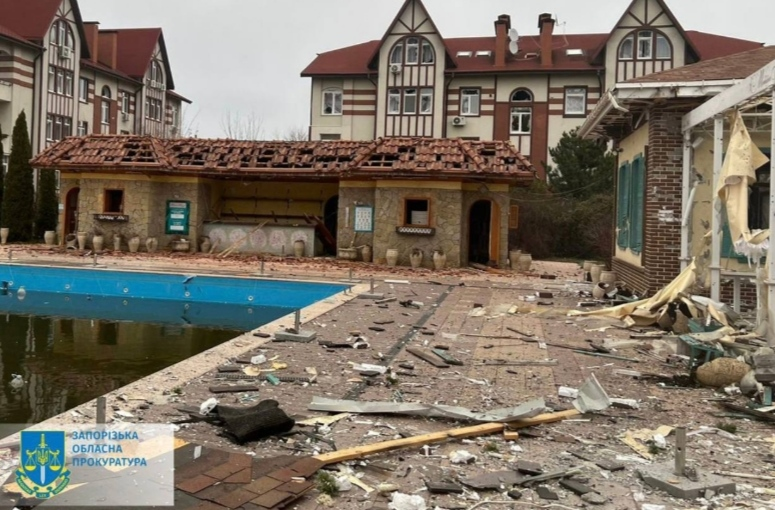
Будівлі, знищені російськими окупантами 18 березня

18 березня, о 03:15, окупанти вдарили по одному з житлових комплексів міста Запоріжжя. Внаслідок удару ракетою С-300 повністю зруйнований розташований біля комплексу ресторан «Monica Belucci», а від вибухової хвилі у дев'яти будинках вибито 240 вікон. Приблизна площа пошкодженого скління — 650 м². У чотирьох будинках частково пошкоджені покрівлі. Також одна з ворожих ракет поцілила у спальний район міста, але не розірвалась.

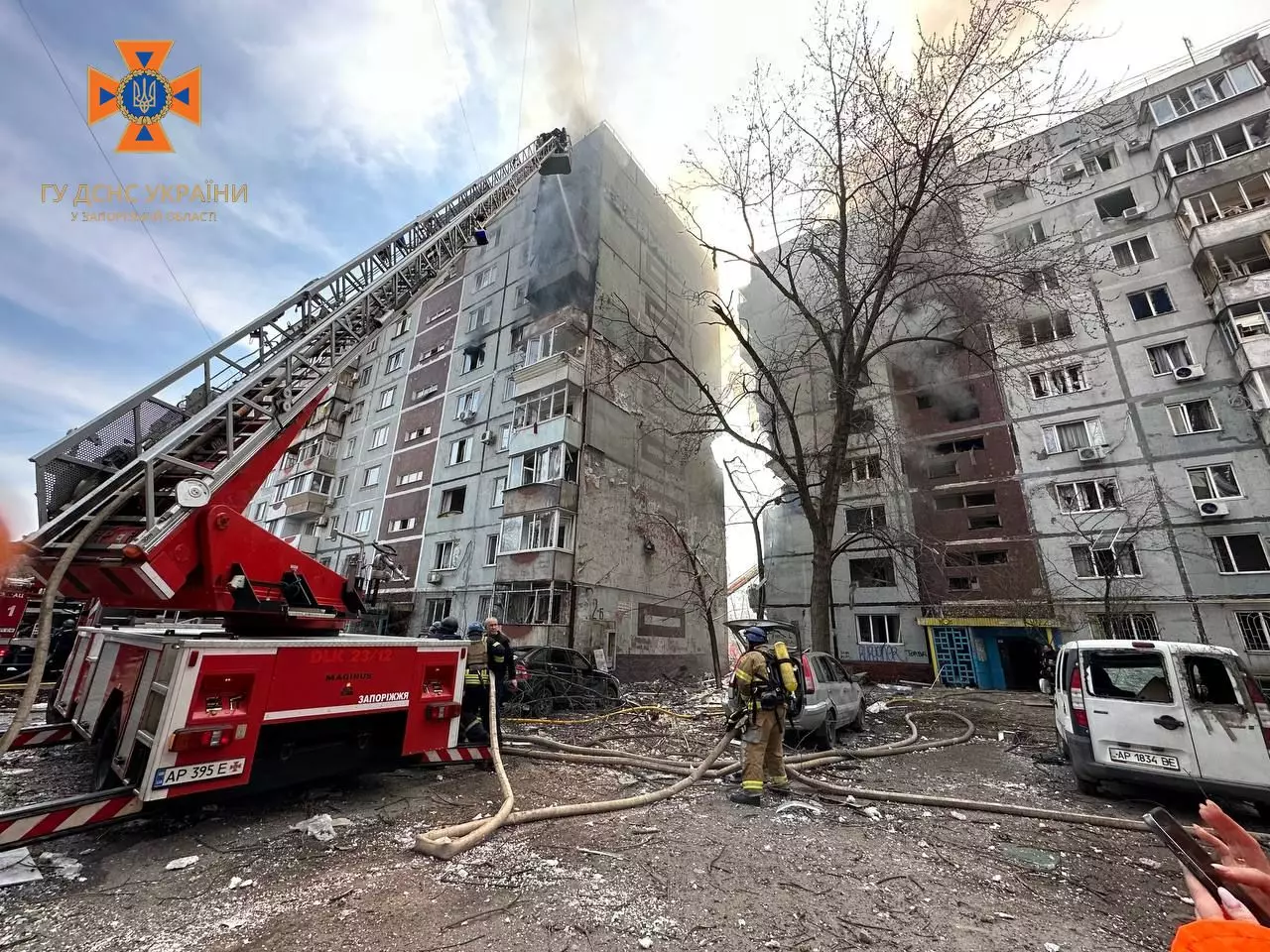
Ліквідація наслідків обстрілу 22 березня

22 березня, близько 12:00, російські окупанти завдали 6 ракетних ударів по Запоріжжю. Одна з ракет поцілила між двома багатоповерхівками, в яких частково зруйновані квартири, балкони, пошкоджено дахи та вибито вікна. Також вибуховою хвилею та уламками пошкоджено інші розташовані поруч житлові будинки, автівки та інші об'єкти цивільної інфраструктури міста. Одразу стало відомо про 25 постраждалих, з них троє осіб у важкому стані, одна людина загинула. Згодом речник Повітряних сил ЗСУ Юрій Ігнат в ефірі телемарафону підтвердив, що ракетний удар у будинок був з РСЗВ «Торнадо-С». 25 березня стало відомо, що від поранень, отриманих внаслідок обстрілу двох багатоповерхівок по вулиці Запорізькій, у лікарні помер 19-річний юнак.

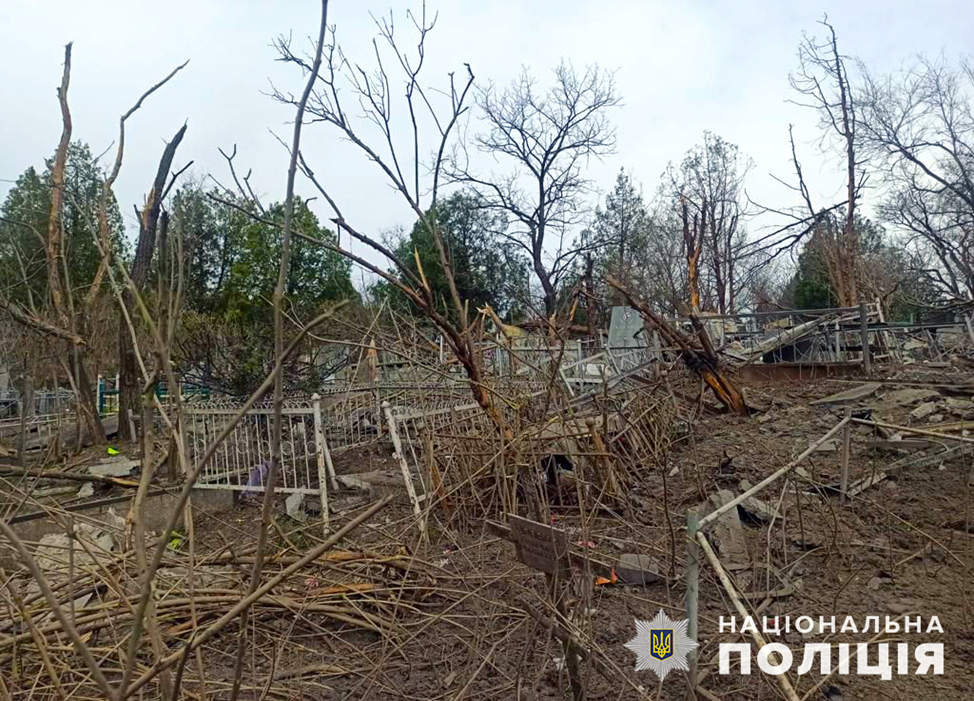
Кладовище після обстрілу 31 березня

31 березня, під час оголошеної тривоги, близько 00:10, окупанти завдали ракетний удар з РСЗВ С-300 по Запоріжжю. Близько 05:10 ворог також здійснив серію ракетних ударів з РСЗВ «Торнадо-С» одного з населених пунктів Запорізького району, в результаті якого трапилося загоряння приватного житлового будинку на площі 80 м², частково пошкоджені дитячий дошкільний заклад, декілька приватних будинків та фасади і вікна у поряд розташованих будівлях. Вдень, близько 13:00, окупанти завдали третій за день ракетний удар по одному з районів Запоріжжя. Пошкоджені кладовище та близько 80 житлових будинків та автомобілі жителів, є поранені особи.

### Квітень
9 квітня, близько 01:50, окупанти вдарили ракетами С-300 по Запоріжжю. Внаслідок атаки зруйновано приватний житловий будинок. Загинуло двоє людей — 50-річний чоловік та його 11-літня донька. Мати дівчинки вдалося врятувати з-під завалів. Відомо, що пошкоджень зазнали 33 приватні будинки. У МО РФ цинічно заявили, нібито ракетним ударом по Запоріжжю, знищено «базу палива» Збройних сил України, на якій нібито «зберігалося 70 тис. тонн пального для забезпечення українських сил на сході України».
14 квітня, близько 01:20, внаслідок нічного обстрілу російськими окупантами передмістя Запоріжжя зафіксовано влучання в об'єкт критичної інфраструктури.

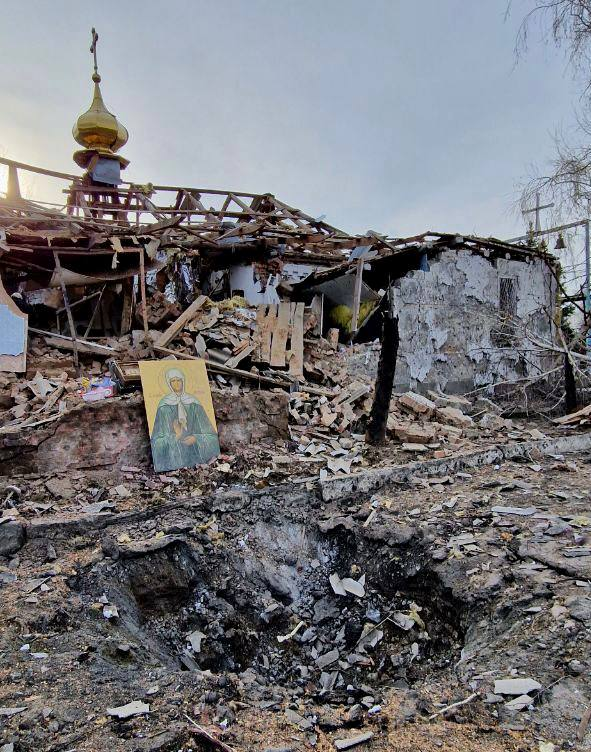
Церква в Комишувасі після обстрілу 16 квітня

16 квітня, близько 02:40, вночі на свято Великодня російські війська завдали серію ракетних ударів із застосуванням ЗРК С-300 по Запоріжжю та Запорізькому району. В селищі Комишувасі постраждала церква Архістратига Божого Михайла, куди влучила російська ракета. Руйнувань зазнали й будівлі поруч. Офіційний коментар надала обласна влада:
|  | Нічого святого, навіть у ніч Воскресіння Христового. Ворог здійснив масовану атаку. У Комишувасі постраждала місцева церква, в якій, на щастя, не проводили службу. |

Ввечері, близько 21:20, окупанти знову завдали серію ракетних ударів по Запоріжжю, атакувавши дачні будинки, внаслідок чого були вибиті шибки, потрощені фасади, автівки.
В ніч на 19 квітня окупанти здійснили масовану атаку на Запоріжжі. Сили ППО України збили над Запорізькою областю 6 іранських дронів-камікадзе та розвідувальний БЛА «Орлан».
21 квітня, ввечері, окупанти вдарили по обласному центру «шахедами». В результаті атаки зруйновані житлові та господарські будівлі, технічне приміщення об'єкта цивільної інфраструктури.
24 квітня, вночі, російські окупаційні війська завдали удару по Запорізькому району та Запоріжжю із РСЗВ «Град» і авівації. Внаслідок ворожого обстрілу було пошкоджено декілька житлових будинків.
25 квітня, близько 23:20, пролунала серія вибухів, ураження було завдане дронами «Shahed 136» по інфраструктурі міста, також відзначена позитивна робота сил ППО.
26 квітня, об 11:00, російські, окупанти завдали серію ракетних ударів по передмістю Запоріжжя із застосуванням 9К515 «Торнадо-С».

### Травень
2 травня, близько 15:30,  військові країни-агресора застосували безпілотні літальні апарати «Shahed» та вдарили ракетою «Іскандер-М» по Запоріжжю. Окупанти поцілили неподалік двох об'єктів інфраструктури.
3 травня, близько 01:25, російські окупаційні війська завдали ракетного удару С-300 по приватному сектору. За повідомленням в. о. керівника Дніпровської районної адміністрації Володимир Грянистий, один ворожий снаряд влучив біля житлового будинку, зруйнувавши його, а також пошкодивши сусідні два гаражі. Другий «приліт» був на вулиці поблизу: снаряд утворив велику воронку на городі та пошкодив теплицю. Стало відомо про щонайменше 44 будинків, які мають незначні руйнування. Також мешканці приватного сектору залишилися без електро- та газопостачання.
4 травня, близько 02:12, російські окупанти атакували Запоріжжя, внаслідок нічної атаки зазнали пошкоджень приватні будинки. Вибуховою хвилею в будинках вибиті шибки та пошкоджені покрівлі.
5 травня, о 20:12, окупанти завдали ракетного удару по обласному центру із застосуванням ОТРК «Іскандер», внаслідок якого пошкоджена цивільна інфраструктура в одному із районів міста.
10 травня, о 22:05, російські окупаційні війська здійснили масований обстріл касетними снарядами смт Малокатеринівки, у передмісті Запоріжжя. Внаслідок атаки сталося займання п'яти житлових будинків, ще шість пошкоджено. Постраждали вісім людей, з яких троє — працівники швидкої допомоги.
11 травня, вночі окупанти атакували Запоріжжя, від вибухової хвилі постраждало майже 30 житлових приватних будинків. За даними обласної прокуратури, загарбники також завдали ракетні удари по інфраструктурним об'єктам[джерело?].
12 травня, близько 02:20, окупанти завдали по Запоріжжю ракетних ударів із ЗРК С-300 з тимчасово окупованої частини Запорізької області, пошкоджена цивільна інфраструктура.

### Червень
19 червня, вночі, в Запоріжжі протягом трьох годин тривала повітряна тривога, під час якої моніторингові канали повідомляли про рух російських установок С-300 тимчасово окупованою територією Запорізької області. О 02:45 пролунали перші вибухи, а згодом — серія вибухів. Після ракетної атаки на Запоріжжя гаряче було на окупованій частині області — ЗСУ вдарили по розташуванню установок С-300 під Токмаком, де було зафіксовано пуски ракет.
23 червня, близько 00:30 ночі, російські окупаційні війська знову атакували місто Запоріжжя. Моніторингові канали повідомили, що російські загарбники атакували місто ракетами С-300. Удари припали по відкритій місцевості.
25 червня, близько 02:30, окупанти завдали серію ракетних ударів по передмістю Запоріжжя (смт Кушугум). Влучання відбулося на відкритих територіях, у тому числі в одне з місцевих підприємств. Понівечені припарковані вантажівки та споруди поруч.
27 червня, близько 22:20 та 01:00 28 червня, окупанти завдали ракетного удару по Запоріжжю із застосуванням крилатих ракет повітряного базування Х-22 та двох зенітних керованих ракет із С-300. Про загрозу ракетного удару Повітряні сили ЗСУ, зафіксували зліт літаків Ту-22м3 з аеродрому Моздок, що у Північній Осетії. Після інформації про пуски ракет в напрямку Запоріжжя, жителі деяких районів міста чули гучні вибухи.
29 червня, близько 01:00, пролунали три вибухи у Запоріжжі. За повідомленням моніторингових каналів, окупанти вели обстріл з Токмака установками С-300. При цьому за їх же даними, під час обстрілу дві ворожі ракети самоліквідувалися.
30 червня, близько 02:00, російські окупанти атакували з південно-східного напрямку та завдали ударів 13-ма дронами-камікадзе іранського виробництва «Shahed-136/131» із східного узбережжя Азовського моря (Приморсько-Ахтарськ) та чотирма зенітними керованими ракетами із ЗРК С-300. Силами та засобами протиповітряної оборони Повітряних сил та ППО інших складових Сил оборони України знищено 10 із 13 ударних дронів «Shahed-136/131». Атаковано військові та інфраструктурні об'єкти у Запорізькій області.

### Липень
3 липня, близько 00:25, окупанти завдали удар по Запоріжжю, в результаті обстрілу зруйнована будівля.
7 липня, о 12:02, посеред дня окупанти завдали ракетний удар по Запоріжжю із застосуванням С-300 та влучили в об'єкт інфраструктури, внаслідок чого сталося загоряння однієї з будівель. Загиблих та травмованих не було.
12 липня, о 12:43, у Запоріжжі пролунав вибух внаслідок падіння уламків невстановленого ворожого БПЛА біля парку в одному з районів міста, одразу ж після відбою «повітряної тривоги». Внаслідок події постраждалих доставлено до лікарні, серед яких п'ять дітей віком від одного до 17 років. Через вибухову хвилю у шести багатоверхівках, що розташовані поруч, були вибиті шибки. Станом на ранок 13 липня відомо про 20 постраждалих, серед них — 8 дітей, 15 осіб госпіталізовано до лікувальних закладів, 5 отримали амбулаторну допомогу.
15 липня, близько 02:00, росіяни завдали удару по Запоріжжю, внаслідок чого повністю зруйнований будинок, одна людина отримала поранення. Також внаслідок нічної атаки БПЛА зафіксовано вибиті вікна у шести будинках, медичному та двох навчальних закладах. Пізніше мерія Запоріжжя повідомила вже про 16 багатоповерхівок, що постраждали внаслідок російської атаки вночі. Загалом надійшло 174 заявки про ушкоджене житло.
15 липня, о 22:12, окупанти завдали ракетний удар по передмістю Запоріжжя. До того була оголошена повітряна тривога через загрозу (для Півдня України) пусків крилатих ракет з ворожих Ту-22, які вилетіли з аеродрому Моздок (Північний Кавказ), а за хвилину до вибуху, Повітряні Сили України повідомили про пуски ракет у напрямку Запоріжжя. За даними моніторингових каналів по Запоріжжю обстріл попередньо здійснено з ОТРК «‎Іскандер»‎/Х22. Наступного дня стало відомо, що по Запоріжжю окупанти завдали удар не ракетами Х22, а балістикою — С-300. Ніяких пусків по Запоріжжю ракет Х-22 не відбувалося, носіїв цих ракет на момент ракетного обстрілу в районі пускових позицій не спостерігалось. Звідки взялися повідомлення про пуски Х22 — невідомо.
17 липня, близько 00:15, російські окупанти здійснили чергову атаку ударними дронами по Запоріжжю. Під час повітряної тривоги в місті були чутні вибухи.
19 липня, як зазвичай вночі, близько 02:05, під час повітряної тривоги окупанти обстріляли передмістя обласного центру із застосуванням ЗРК С-300. Загалом запоріжці чули близько 5 вибухів в обласному центрі. Внаслідок ракетної атаки на обласний центр пошкоджено територію цивільної інфраструктури та будівлі у садівничому товаристві.
23 липня, близько 02:00, російськими окупантами атаковано передмістя Запоріжжя та населенні пункти Запорізького району, внаслідок чого зазнали походження об'єкти цивільної інфраструктури.
27 липня завдано ракетний удар по місту Запоріжжя, обійшлося під жертв.
29 липня, о 17:20, під час оголошеної повітряної тривоги, російські окупанти завдали ракетний удар по одному з районів міста Запоріжжя. Вибуховою хвилею були вибиті вікна у багатоповерхівках та пошкоджено будівлю освітнього закладу та супермаркету. Загинуло дві особи та декілька осіб зазнали поранень.

### Серпень
3 серпня, під час повітряної тривоги в Запоріжжі, в місті пролунали потужні вибухи, російська армія застосувала балістичні ракети. Обійшлося без жертв.

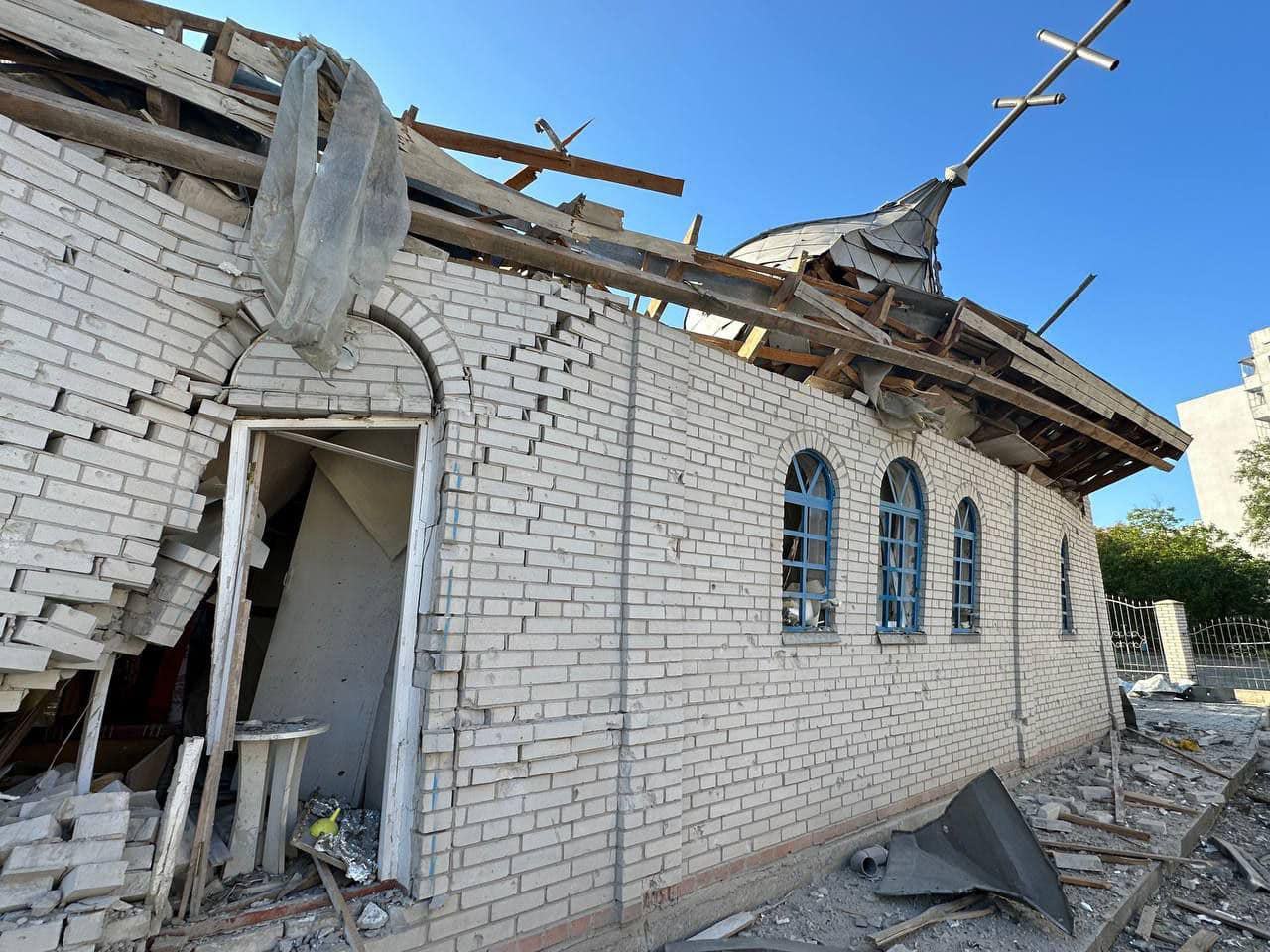
Церква після обстрілу 9 серпня

9 серпня, близько 19:45, окупанти завдали ракетного удару по житловому кварталу у Шевченківському районі міста. Відомо про трьох загиблих, а також щонайменше 7 поранених осіб. Внаслідок атаки зруйновано церкву апостолів Петра і Павла та торговельні об'єкти, а у прилеглих житлових будинках від вибухової хвилі вибито чимало шибок. У тому числі, внаслідок обстрілу загинули дві українськи співачки: 18-річна Світлана Сємєйкіна та 21-річна Крістіна Спіцина, учасниці дуету «Similar girls». На своїх концертах у Запоріжжі, Дніпрі та Києві вони збирали гроші на допомогу українським військовим. Також, ЗМІ зазначили, що вони були доньками нацгвардійців.

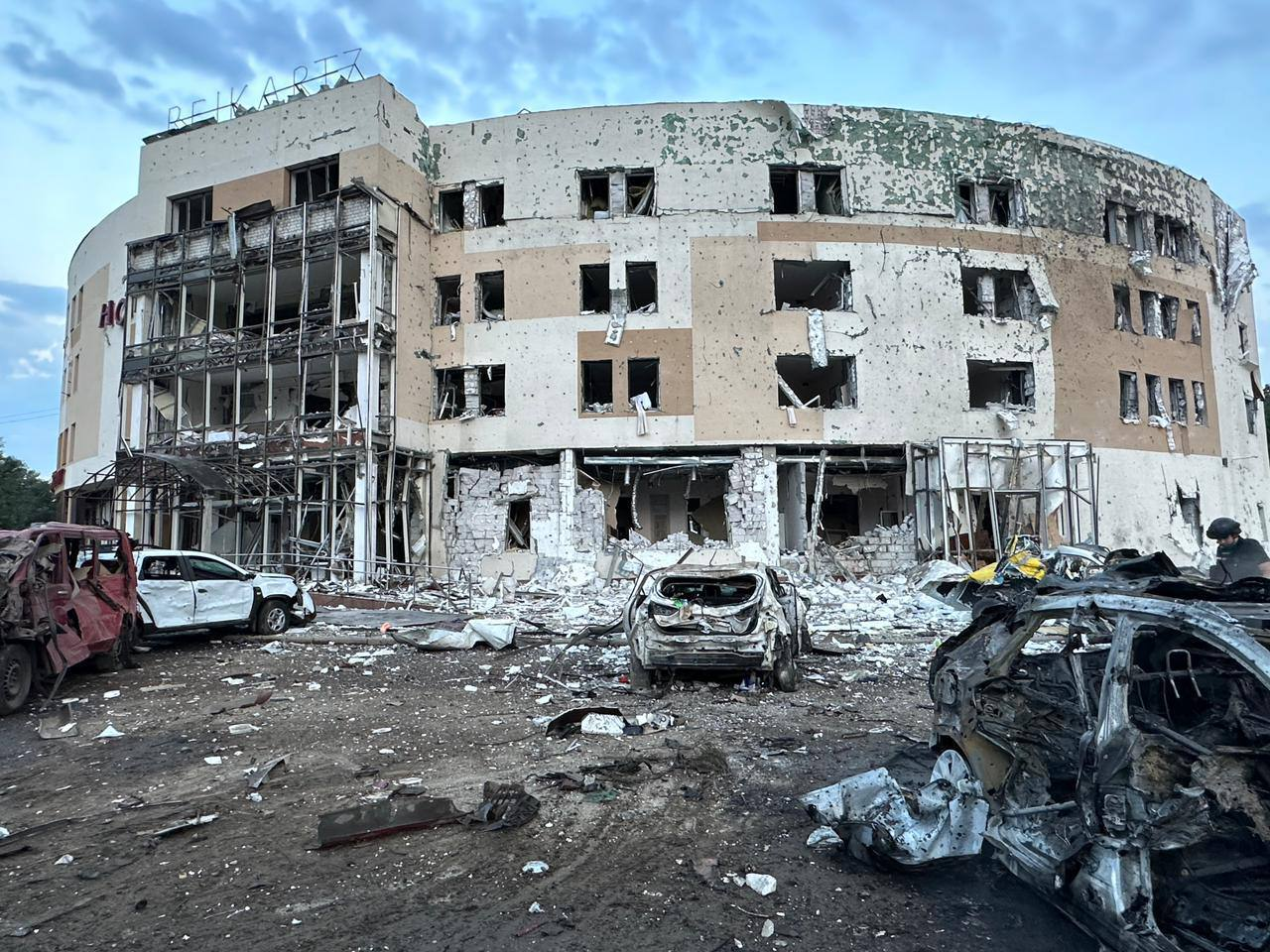
Готель Reikartz після обстрілу 10 серпня

10 серпня, близько 19:20, окупанти атакували двома ракетами об'єкт цивільної інфраструктури в Запоріжжі. Станом на 20:30 було відомо про одну загиблу жінку, яка перебувала на відстані приблизно 300—400 метрів від удару. Поранено 9 осіб, з яких одна в важкому стані. Всі потерпілі госпіталізовані. Пізніше стало відомо про 11 потерпілих. Згодом в ООН прокоментували обстріл готелю в Запоріжжі. За їхніми даними, їхні працівники й представники інших гуманітарних організацій використовували готель «Reikartz» для допомоги запоріжцям. В готелі зупинялася й гуманітарна координаторка ООН в Україні Деніз Браун, коли відвідувала місто. Вона засудила «невибіркові удари» окупантів та закликала РФ дотримуватися міжнародного гуманітарного права. Згодом стало відомо про 15 поранених осіб. За повідомленням Національної поліції для атаки Запоріжжя російські окупанти застосували ракети «Іскандер-К». Від влучання загорілися транспортні засоби, припарковані поруч з епіцентром вибуху, пошкоджені шибки у найближчих лікувальному та навчальному закладах.
14 серпня, близько 02:20, мешканці Запоріжжя відчули вибухи і як стало відомо, це були удари по передмістю, по селу Степному, розташованого неподалік. Внаслідок російського ракетного удару з С-300 загинули двоє мирних мешканців.
15 серпня, близько о 04:20 пролунало близько чотирьох вибухів. За повідомленням Запорізької ОВА, російські війська нанесли чергові удари по передмістю Запоріжжя — по селу Степному з С-300. Згодом, за повідомленням Офісу Президента України, стало відомо, що ракети влучили у стадіон гімназії, пошкоджено будівлю навчального закладу, прилеглі житлові будинки, будівлю дитячого дошкільного закладу.
18 серпня, о 12:20, в Запоріжжі пролунали два вибухи. Перед вибухами, з'явилося попередження від Повітряних сил України про загрозу застосування балістичного озброєння. За повідомленням містян, після вибуху бачили дим в одному з районів міста, від вибухової хвилі вибиті шибки у вікнах навколишніх будинків поблизу епіцентру вибуху, незначні пошкодження зафіксовано у поруч розташованих двох навчальних закладах. За інформацію від моніторінгових каналів, по місту російські війська вдарили з ОТРК «Іскандер-М».
22 серпня, близько 01:00, окупанти атакували місто Запоріжжя щонайменше 5 ворожими БПЛА. Внаслідок одного з вибухів сталася пожежа. Через вибухові хвилі зазнали пошкодження 4 багатоповерхівки.
24 серпня, в День Незалежності України, у передмісті Запоріжжя пролунав перший вибух о 22:36, згодом пролунали ще декілька вибухів. Остання серія вибухів пролунала о 23:01. Моніторингові телеграм-канали повідомивили, що окупанти вдарили по передмістю із застосуванням С-300, проте за характером вибухів — це не було схоже на С-300 і більш імовірно нагадувало касетні заряди. Цілком ймовірно, що окупанти для обстрілу застосували «Смерч».

### Вересень
2 вересня, близько 12:00, в Запоріжжі під час повітряної тривоги пролунав вибух. За півгодини до вибуху в Запоріжжі Повітряні сили ЗСУ зафіксували активність ворожої тактичної авіації на південно-східному напрямку.
3 вересня, близько 09:00, у Запоріжжі пролунав вибух, який місцяни відчули у декількох районах міста, обійшлося без потерпілих.
6 вересня окупанти здійснили остріл Запоріжжя балістичною ракетою «Іскандер», внаслідок чого зруйновано об'єкт цивільної інфраструктури. Станом на 11:54 відомо про десятки постраждалих осіб. Через вибухову хвилю в одному з районів міста у декількох багатоповерхівках та закладах освіти пошкоджені вікна.
7 вересня, о 10:20, російські війська знову завдали удар балістичною ракетою по одному із цивільних об'єктів інфраструктури у передмісті Запоріжжя. Об'єкт зазнав руйнування, на місці ракетного удару виникла пожежа, яка оперативно була ліквідована. Як правило, окупанти завдають удари по цивільній інфраструктурі.
8 вересня, близько 06:25, пролунала серія вибухів через застосування окупантами балістичних ракет для ударів по об'єктах цивільної інфраструктури Запоріжжя. Внаслідок удару є як мінімум одна постраждала людина, від вибухової хвилі у багатоповерхових будинках та навчальних закладах пошкоджені вікна.
12 вересня, близько 12:27, окупантами нанесено один ракетний удар по передмістю Запоріжжя, у Запорізькому районі. Того ж дня, ввечері, близько 18:20, знову пролунала серія вибухів. В ЗОВА прокоментували, що ракетний удар прийшовся також по передмістю Запоріжжя, по відкритій ділянці. Попередньо встановлено, що окупанти застосували ОТРК «Іскандер», який був спрямований з тимчасово окупованого Джанкоя.
30 вересня, вранці, о 10:07 та 10:21, окупанти завдали ракетні удари з ОТРК «Іскандер» по передмістю Запоріжжя. Внаслідок ударів пошкоджено 5 будинків та об'єкт критичної інфраструктури, поранено 5 осіб, серед яких одна людина доставлена до лікувального закладу, інші отримали медичну допомогу на місці події та від госпіталізації відмовилися.

### Жовтень
1 жовтня, близько 01:30, по Запоріжжю завдано серію ударів з ОТРК С-300. Внаслідок нічного ракетного удару зайнялась пожежа на одному з об'єктів інфраструктури, відомо про одного постраждалого.
7 жовтня, близько 08:00, російські війська завдали близько п'яти ударів по селу Біленьке Запорізького району. Внаслідок обстрілу зруйновані будинки мирних жителів. Є жертви серед мирного населення.
15 жовтня, близько 02:00 ночі, російські окупанти атакували Запоріжжя трьома ракетами С-300. Ракети влучили по околиці міста. Внаслідок влучання частково зруйновані інфраструктурні об'єкти, на яких виникла пожежа. В цей же день, о 15:11, окупанти завдали ракетний удар по передмістю Запоріжжя, по одній із сільських громад Запорізького району.

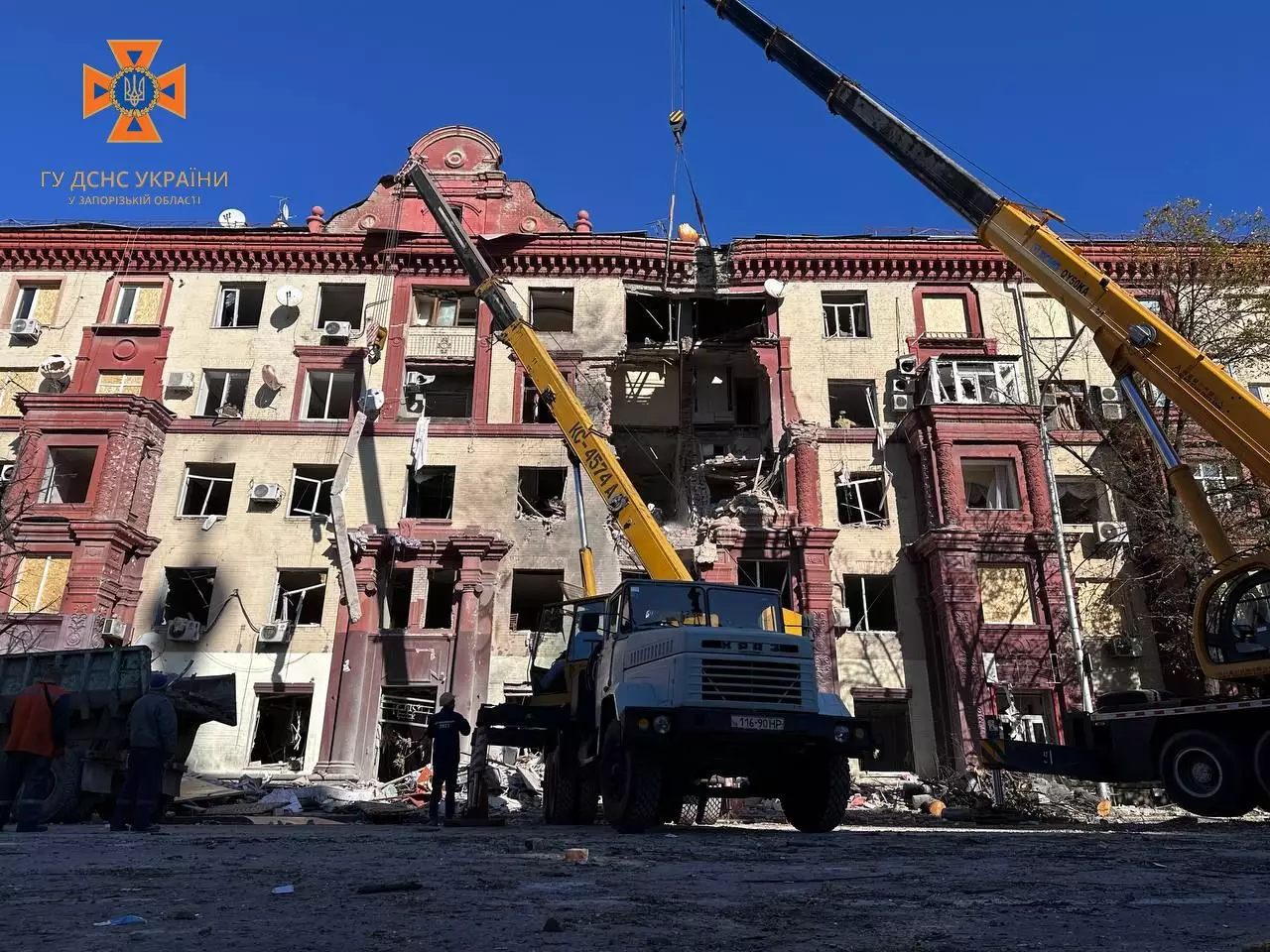
Будинок у Запоріжжі після удару 18 жовтня

18 жовтня, з 01:33 по 01:48 у Запоріжжі пролунала серія вибухів, окупанти завдали шість ракетних ударів. Одна з ракет влучила в житловий будинок в середмісті Запоріжжя, внаслідок чого є загиблі та поранені мешканці будинку. Під час нічного ракетного обстрілу постраждав і академічний обласний український музично-драматичний театр імені Магара. Вибуховою хвилею там повибивало вікна, у тому числі й на фасаді. Також окупанти поцілили, за їхнім твердженням, «військові об'єкти» — місцевий футбольний стадіон «Торпедо» та зазнав суттєвих руйнувань Свято-Покровський кафедральний собор Запорізької єпархії УПЦ (МП) (в будівлі собору вибиті шибки, зламані віконні рами та пошкоджений фасад). 19 жовтня завершені пошукові роботи на місці влучання російської ракети в житловий будинок, з-під завалів дістали тіла п'ятьох загиблих, ще п'ятеро жителів будинку травмовані. За повідомленням відділу комунікації поліції Запорізької області, окупанти завдали по обласному центру масованого удару ракетами С-300. Внаслідок ракетного удару по місту також зазнало руйнувань одне з приватних підприємств.
24 жовтня, 08:35 в Запоріжжі та області було оголошено повітряну тривогу та вже о 08:37 пролунав вибух, який було чутно майже в усіх районах Запоріжжя. За інформацією моніторингових каналів, пуски ракет з ОТРК «Іскандер» були здійснені з тимчасовоокупованого Джанкоя (Крим). Близько 11:27 окупанти знову вдарили по Запоріжжю. На цей раз вибухи пролунали до оголошення повітряної тривоги. За попередніми даними окупанти знову застосували балістичне озброєння. Очільник Запорізької ОВА Юрій Малашко офіційно прокоментував, що одна з ракет влучила по території одного із підприємств міста, також від вибухової хвилі було пошкоджено один із закладів освіти. 27 жовтня в. о. мера Анатолій Куртєв повідомив, що фасадна стіна у пошкодженій багатоповерхівці на Соборному проспекті, 44 знаходиться під загрозою руйнування. У зв'язку з чим роботи з консервації будинку та з ремонту покрівлі були припинені та почалися стабілізаційні роботи, а саме: розбір частини фасадної стіни, яка може обвалитися.
30 жовтня, о 11:28, окупанти завдали найперший ракетний удар із застосуванням ЗРК С-400 по Запоріжжю, максимальна дальність такої ракети становить 250 км, внаслідок якого пошкоджено об'єкт соціальної інфраструктури.

### Листопад
7 листопада після оголошення повітряної тривоги, близько 17:30, в передмісті Запоріжжя пролунали два потужні вибухи. Одразу, за даними моніторингових каналів, попередньо стало відомо, що російські війська застосували балістичне озброєння з тимчасово окупованого Криму («Іскандер»), проте також не виключалося, що росіяни могли застосувати ракети Х-59 з тактичної авіації.
17 листопада, ввечері, окупанти майже півтори години атакували обласний центр БПЛА типу «Shahed». 4 безпілотники було збито силами ППО, ще 4 вдарили по об'єктах цивільної та житлової інфраструктур міста. Внаслідок атаки дронами також зазнали руйнувань споруди місцевих підприємств, вибуховою хвилею пошкоджено будівлі гуртожитків запорізького вишу.
21 листопада, о 20:43, російські окупанти завдали ракетні удари по одному з районів міста Запоріжжя. Внаслідок дії вибухової хвилі у 21 будинку приватного сектору були пошкоджені вікна, двері та дахи. Станом на ранок 22 листопада, за повідомленням Повітряних Сил, росіяни вгатили по Запоріжжю ракетою Х-22, а за даними мерії, кількість пошкоджених будинків зросла до 31.
28 листопада, о 08:51, під час повітряної тривоги, окупанти завдали ракетний удар по території підприємства в одному з районів Запоріжжя. За попередніми даними було встановлено, що це одна з модифікацій балістичної ракети «Іскандер». Внаслідок удару одна людина була поранена, а від вибухової хвилі пошкодження зазнав один з магазинів, розташованих поряд із місцем удару, а також пошкоджені вікна в трьох багатоповерхових будинках та трьох освітніх закладах.

### Грудень
21 грудня, близько 18:30, російські окупанти вдарили по Запоріжжю керованою ракетою Х-59. Внаслідок ракетного удару зруйновані гаражні приміщення та транспортні засоби.
27 грудня, ввечері, у Запоріжжі була оголошена повітряна тривога, під час якої було чутно звуки вибухів. Перед цим повідомлялось про запуск росіянами ударних БпЛА. Оминулося без потерпілих та руйнувань.

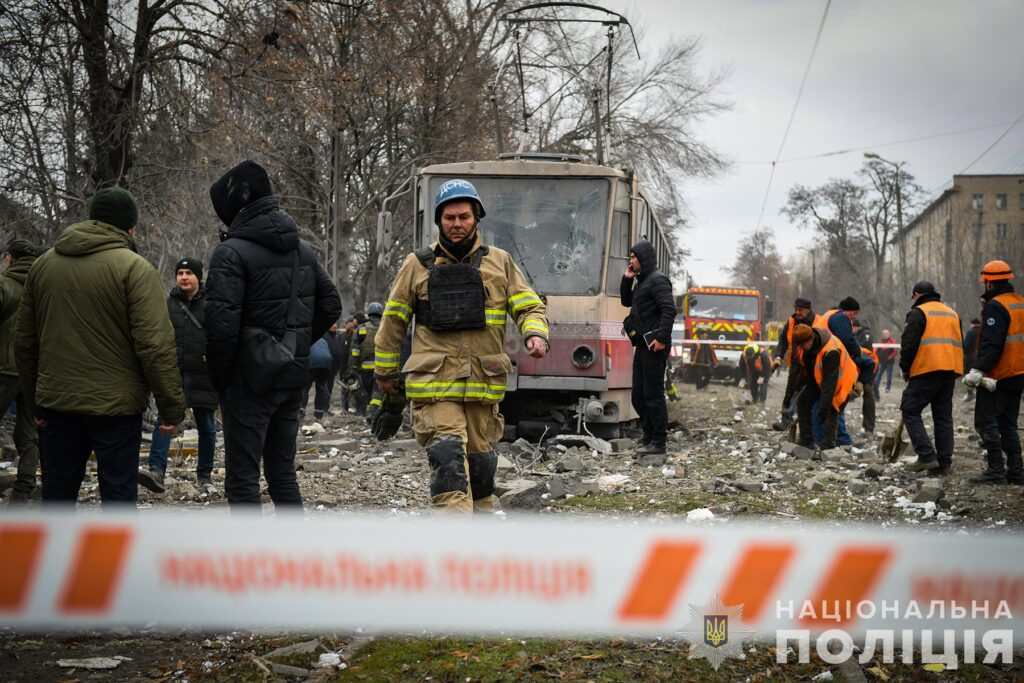
Наслідки ракетного удару по Запоріжжю (29 грудня 2023 року)

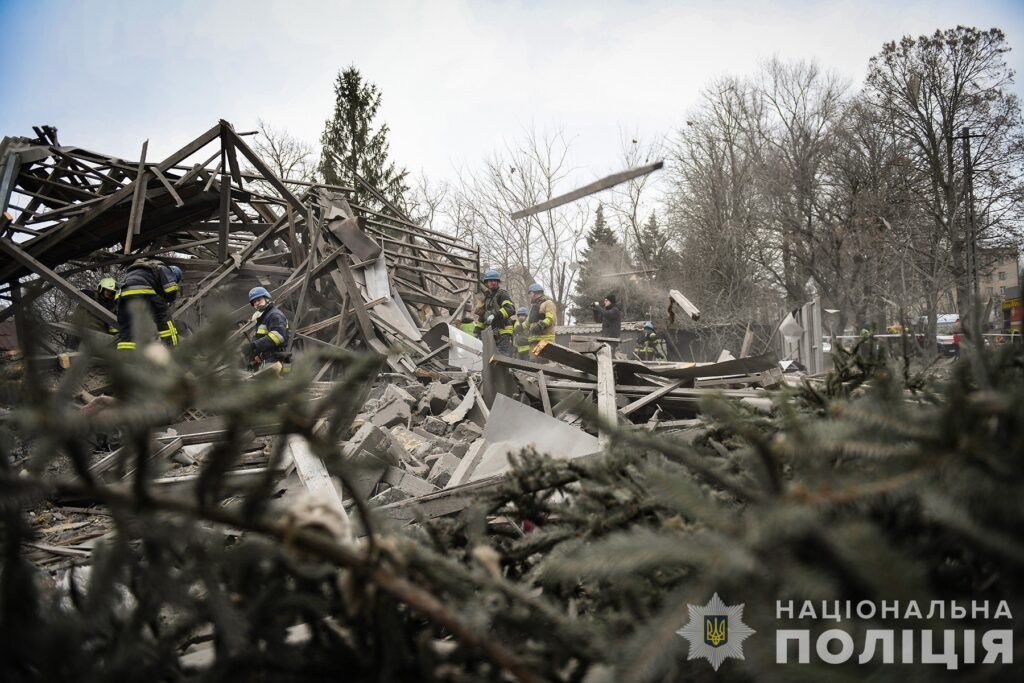
Наслідки ракетного удару по Запоріжжю (29 грудня 2023 року)

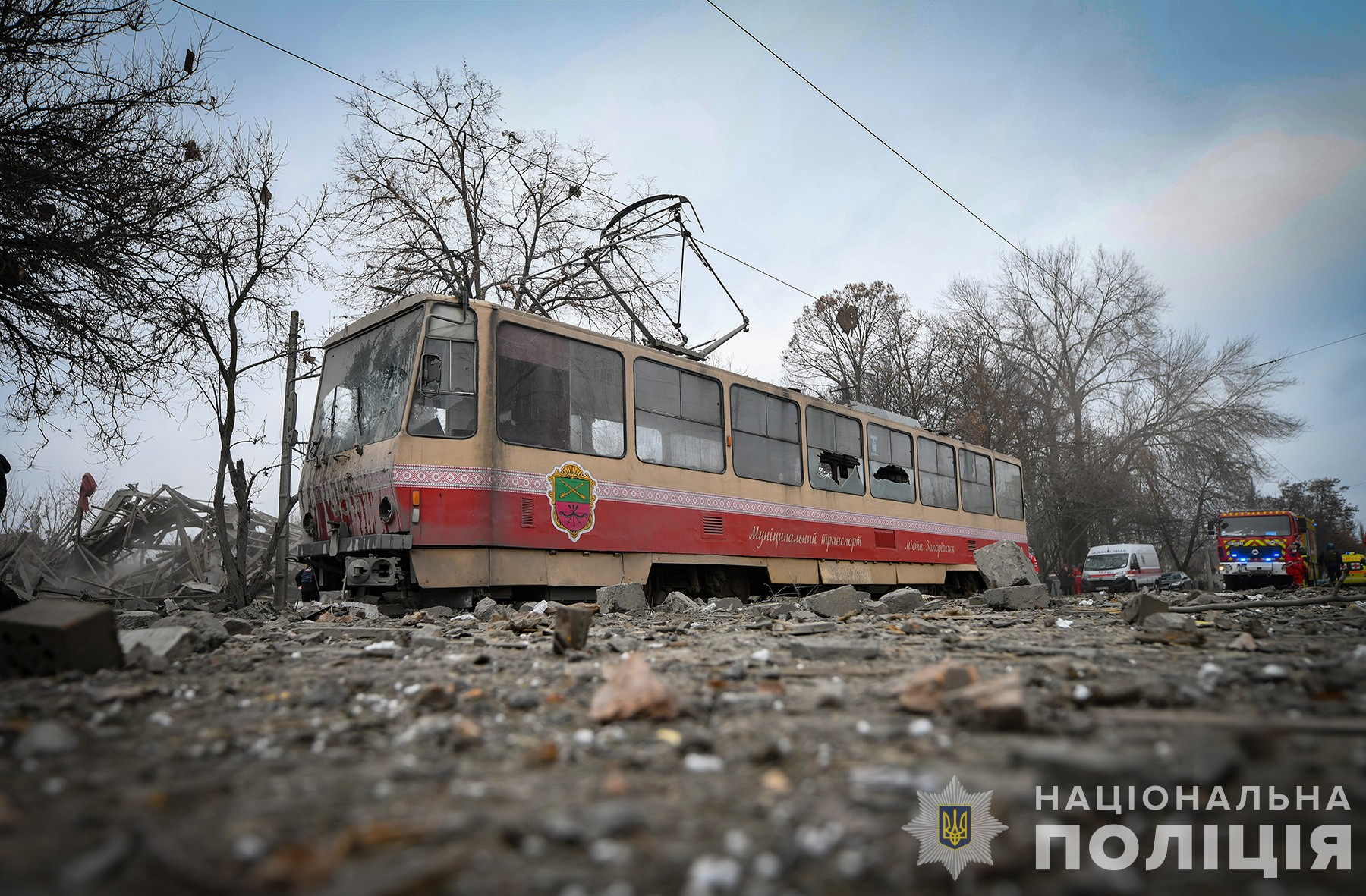
Наслідки ракетного удару по Запоріжжю (29 грудня 2023 року)

29 грудня, під час ранкового масованого ракетного удару по України, російські терористи атакували місто Запоріжжя. Атака по місту тривала майже годину — з 07:30 до 08:25, внаслідок якої спочатку було повідомлено про загибель однієї жінки та 10 постраждалих. Цілями ворога стали території декількох підприємств міста. Одна з ракет влучила по відкритій місцевості, ще одна зруйнувала приватний будинок. Вибуховою хвилею та уламками пошкоджено багатоповерхівки в одному з районів обласного центру. Згодом стало відомо про зростання кількості травмованих внаслідок російської атаки до 4 загиблих та 12 осіб поранених, з яких двоє осіб у важкому стані. Одна з ракет влучила у приватний сектор, зруйнувавши вщент два житлових будинки. Зазнало руйнувань одне з місцевих підприємств. Також вибиті вікна у 19-ти багатоповерхівках, двох закладах освіти й у медичному закладі. Окрім того, пошкоджень зазнали близько 20 гаражів, АЗС та будівля готелю. Іншу з російських ракет було збито засобами ППО у Запорізькому районі. Всього по Запоріжжю та Запорізькому району завдали 12 ракетних ударів. Станом на 16:45 стало відомо, що повністю зруйнований приватний будинок на двох господарів в одному з районів міста. З-під завалів дістали тіла трьох людей, а також залишки тіла невстановленої людини. Поліцейські криміналісти з ДНК-профілю ідентифікували особу загиблого. В результаті ракетного удару по об'єкту промислової інфраструктури загинули ще чотири людини. Кількість загиблих зросла до 9 осіб та отримали поранення 13 осіб. 30 грудня в Запоріжжі було оголошено Днем жалоби по загиблим. Варто зазначити, що рік тому, 29 грудня 2022 року, окупанти також здійснили масовану ракетну атаку по українських містах. Того дня терористи запустили понад 70 ракет різних типів, а 29 грудня 2023 року — 110 ракет, більшість з яких були знищені.
30 грудня, об 11:34, під час повітряної тривоги ворог завдав ракетного удару по передмістю Запоріжжя однією ракетою, попередньо — Іскандер-М. Силами ППО ракету знешкоджено. Рештки впали на відкритій території на околицях міста. Інформація про постраждалих та руйнування не надходила. Згодом було повідомлено, що по Запоріжжю вперше були застосовані північнокорейські балістичні ракети малої дальності.

## 2024

### Січень
6 січня, ввечері, під час масованої атаки України, над ворожими безпілотниками працювали підрозділи ППО. В передмісті Запоріжжя, у Запорізькому районі, в результаті бойової роботи було знищено російський безпілотник.
8 січня, в період з 07:00 до 07:30, в ході чергової масової ракетної атаки по Україні, окупанти завдали по обласному центру комбіновані удари крилатих та балістичних ракет з різних напрямків, зокрема з тимчасово окупованого Криму. Загалом пролунало 5 вибухів. Відомо про влучання ракет у житлові райони  — на відкриті території та поруч із будинками. Від вибухової хвилі вибито вікна в дев'яти багатоповерхових будинках та пошкоджено 6 будинків приватного сектору (розбиті вікна та покрівлі). Станом на 10:30 кількість постраждалих зросла до п'яти осіб. Пізніше загалом зафіксовано пошкодження у 16 багатоквартирних будинків (вибиті шибки), 2 освітніх закладах та будівлі дачного кооперативу.
15 січня, вранці, завдяки влучно приземленому ворожого безпілотника, у Запоріжжі не сталося трагедії. Внаслідок чого, в деяких багатоповерхівках в одному з районів міста від вибухової хвилі пошкоджені лише вікна та балкони. Ніхто з жителів не постраждав та не трапилося суттєвих руйнувань.

### Лютий
15 лютого, під час масової ракетної атаки по Україні, російські окупанти здійснили обстріл по Запоріжжю трьома ракетами по території міста. Перший вибух пролунав о 06:15, два інших — близько 06:25. В результаті отримали поранення 6 осіб, а також зазнали пошкодження об'єкт інфраструктури та декілька житлових будинків. Згодом, за повідомленням Національної поліції, було встановлено, що по Запоріжжю окупанти вдарили трьома ракетами типу KN-23 та Х-31. За уточненими даними внаслідок ракетної атаки серед 6 постраждалих, четверо осіб перебувають у медичних закладах міста Запоріжжя (одна жінка у важкому стані, троє — стан середньої важкості). Дві людини отримали медичну допомогу одразу на місці, від госпіталізації відмовилися. Пошкоджено понад 30 будинків, серед них щонайменше 11 багатоповерхових будинків, 25 приватних, комерційна нерухомість. Передбачено, що на ліквідацію наслідків руйнувань на промислових об'єктах піде декілька тижнів.
17 лютого, о 12:02, під час повітряної тривоги, російські окупанти завдали удар по об'єкту інфраструктури на околиці Запоріжжя. Через обстріл стався перебій в роботі тепломережі: без опалення залишилися 39 багатоповерхових будинків, а це 4 тисячі абонентів.
Станом на 24 лютого, за два роки повномасштабної війни, в Запорізькій області частково або повністю було зруйновано 13 тисяч 501 об'єкт інфраструктури. Зокрема, у Запоріжжі пошкоджені 12 багатоповерхівок, дев'ять з яких наразі на етапі відновлення.
25 лютого, близько 14:50, одразу ж після оголошення повітряної тривоги пролунав вибух у передмісті Запоріжжя. Спочатку голова Запорізької ОДВА повідомив, що із застосуванням ракетного комплексу Іскандер російські окупанти з тимчасово окупованого Криму завдали удар по селу Широке. Згодом стало відомо, що внаслідок ракетного удару постраждало фермерське господарство в селі Малишівка Широківської сільської громади, в якому одна особа загинула та троє осіб отримали поранення. Наступного дня окупанти розповсюдили інформацію про знищення пускової  установки ЗРК «Nasams» в районі села Малишівка. Ряд західних експертів-аналітиків відзначали, що пускова установка схожа і на іспанський ЗРК «Aspide». Також не виключено, що там знаходився макет засобу ППО, адже пускова установка розташована була на видному місці — посеред поля, без маскувальної сітки, поруч також немає.
27 лютого, близько 09:09, у Запоріжжі відчутно пролунав вибух, який відбувся у повітрі на відкритій ділянці місцевості між населеними пунктами Запорізького району, у передмісті Запоріжжя.

### Березень
22 березня, під час масованої ракетної атаки по території України, російські окупанти завдали два прямих влучання по Дніпровській ГЕС, внаслідок чого пошкоджені ГЕС-1 та ГЕС-2), перекрито автомобільний рух на греблею ГЕС, у річку Дніпро потрапили нафтопродукти, забруднено ґрунти, на дамбі повністю знищений тролейбус ЗіУ-682. У Запоріжжі зруйновано та пошкоджено 10 приватних будинків та понад 35 багатоповерхівок. За кілька годин ворог випустив по місту майже 20 ракет. Кількість загиблих внаслідок масованого обстрілу Запоріжжя російськими окупантами зросла до 3 осіб, 14 осіб отримали поранення, ще 2 людини вважаються зниклими безвісти. Внаслідок прильотів на Дніпровську ГЕС пошкоджень зазнав й міський Палац дитячої та юнацької творчості. Внаслідок масованого обстрілу Дніпровської ГЕС у Запоріжжі постраждав й річковий порт, а в парковій зоні поблизу порту від ракетних ударів утворилась велика вирва.
28 березня, вночі, внаслідок БПЛА-атаки зазнали пошкоджень будинки у трьох районах Запоріжжя — Заводському, Комунарському та Шевченківському. Три будинки зруйновані вщент, понад 80 дістали пошкоджень, дві людини зазнали поранень.

### Квітень
4 квітня, близько 10:25 ранку, в Запоріжжі пролунали вибухи під час оголошеної повітряної тривоги. Окупанти завдали по передмістю удари балістичними ракетами.
5 квітня окупанти вдарили трьома ракетами по середмістю Запоріжжю, невдовзі — здійснили повторний удар ще двома ракетами. Внаслідок обстрілу пошкоджені об'єкти цивільної інфраструктури, вибуховою хвилею та уламками пошкоджені довколишні будівлі, крамниці, аптеки, заклади харчування, транспортні засоби, четверо осіб загинуло, а понад 20 осіб дістали поранення різного ступеню важкості.
6 квітня, близько 05:30, вчергове Запоріжжя атаковане ракетами. Загиблих та поранених внаслідок обстрілу немає, проте пошкоджень зазнали промислові підприємства, заклади освіти, медицини та житлові будинки, а також простір допомоги для мешканців Мелітополя та Мелітопольского району «Саме тут». Окупанти вперше за останні місяці застосували в ракетній атаці на українські міста крилаті ракети морського базування «Калібр».
8 квітня, о 12:20 та повторно о 12:50, в Запоріжжі під час повітряної тривоги пролунали вибухи. Внаслідок російського ракетного удару по промисловому об'єкту обласного центру троє осіб загинули, а 8 осіб дістали поранення. Пошкоджень зазнали об'єкт інфраструктури, 7 багатоповерхівок та медичний заклад.
20 квітня, в Запоріжжі пролунали два вибухи, перший — о 04:54, а другий — о 04:58. Внаслідок ворожого удару було уражено об'єкт промислової інфраструктури. А близько 12:00 цього ж дня в Запоріжжі знову пролунали вибухи. За повідомленням очільника Запорізької ОВА Івана Федорова, над Запоріжжям було збито ворожий БпЛА «Supercam».
28 квітня, о 13:37, окупанти атакували один з промислових об'єктів міста Запоріжжя.

### Травень
У ніч на 8 травня, в День пам'яті та перемоги над нацизмом у Другій світовій війні, в Україні була оголошена повітряна тривога, в ході якої російські нацисти нанесли з району авіабази Енгельс Саратовської області РФ координовані ракетні удари типу Х-101/555/55 по Запоріжжю, цілячи на об'єкти важливої інфраструктури та цивільні об'єкти. Зафіксовані значні руйнування, але, на щастя, оминулося без жертв серед цивільного населення. Внаслідок ракетної атаки, пошкоджено об'єкти в чотирьох районах міста (15 житлових будинків та 6 нежитлових), гаражний кооператив, 3 заклади освіти, заклад охорони здоров'я, палац культури, пожежна частина та парк у центрі міста.
26 травня, близько 16:00, російські окупанти завдали ракетний удар по терміналу Міжнародного аеропорту «Запоріжжя», внаслідок якого пошкоджена будівля терміналу та прилегла територія. Вважається, що саме так окупанти намагалися відзначити подію, якій виповнилося 10 років тому — перший бій за Донецький аеропорт 26 травня 2014 року, від якого починався відлік оборони ДАП.

### Червень
1 червня російські окупанти здійснили масовану комбіновану атаку по території України, під ракетний удар потрапило й місто Запоріжжя. Між 03:00 та 03:35 окупанти завдали близько шести ракетних ударів по об'єкту енергетичної інфраструктури. Внаслідок масованого обстрілу Запоріжжя пошкоджено 74 багатоповерхових будинки. Крім того, пошкоджень зазнали три заклади освіти та низка нежитлових приміщень. Після нічних масованих ракетних ударів по Запоріжжю, було тимчасово перекрито рух греблею Дніпровської ГЕС. 5 червня відновлено автомобільний рух греблею ДніпроГЕС.
12 червня, близько 12:49, російські окупанти завдали ракетного удару по одному з об'єктів критичної інфраструктури міста Запоріжжя.
14 червня, о 01:33 та 02:10, під час оголошеної повітряної тривоги в Запоріжжі пролунало декілька вибухів. Окупанти атакували передмістя трьома ракетами «Іскандер», які поцілили у відкриту ділянку місцевості. Інформація про поранених та руйнування не надходила
29 червня, о 14:30, окупанти атакували один із об'єктів критичної інфраструктури у Запорізькому районі. Є пошкодження, проте люди не постраждали.

### Липень
25 липня російські окупанти обстріляли Запоріжжя. За повідомленням поліції, внаслідок ударів по Запоріжжю та області пошкоджено об'єкт критичної інфраструктури, транспортні засоби, господарчі будівлі та житлові будинки.
26 липня, о 13:56, в деяких районах міста Запоріжжі пролунали вибухи. За даними журналістів, повторний вибух пролунав о 13:58, проте Повітряні сили тривогу в місті не оголошували. За даними міського порталу «ЗаБор», посилаючись на моніторингові ресурси, було повідомлено, що вибухи могли бути роботою ППО по ворожому розвідувальному дрону, проте це не офіційні дані. Згодом стало відомо, що в передмісті Запоріжжя, в районі села Лежине внаслідок влучання ворожого боєприпасу в радіусі близько кілометра порозлетілися вибухонебезпечні елементи.

### Серпень
11 серпня, близько 20:20, над Запоріжжям силами ППО було збито російський БпЛА. Уламки ворожої бляшанки впали у Комунарському районі міста, пошкодивши квартиру в багатоповерхівці та припарковану біля одного з будинків автівку «Hyundai», який зайнявся та згорів майже вщент.
27 серпня, вночі, внаслідок атаки шахедами з боку російських окупантів, постраждала цивільна інфраструктура в Запоріжжі, в тому числі 12 багатоповерхівок, понад 20 приватних будинків у двох районах Запоріжжя та кафе «Шафран». Загинуло двоє мешканців Запоріжжя та четверо осіб зазнали поранення.

### Вересень
2 вересня, близько 23:00, окупанти завдали ракетний удар по готельному комплексу, частково зруйнована будівля, а також вибуховою хвилею та уламками пошкоджені розташовані поруч багатоповерхівки. Внаслідок нічної атаки дві людини загинуло, ще дві поранені. Серед загиблих — восьмирічний хлопчик, ще одна дитина, 12-річна дівчинка отримала поранення і доставлена в лікувальний заклад.
22 вересня, близько 23:00, окупанти вперше атакувала Запоріжжя. Пошкоджень зазнали житлові багатоквартирні будинки, а також об'єкти соціальної сфери та інфраструктури у Вознесенівському та Дніпровському районах міста. За повідомленням очільника Запорізької ОДА Івана Федорова, обласний центр вперше окупанти обстріляли КАБами.
23 вересня, близько 17:00, у Запоріжжі місцеві мешканці чули звук вибуху, а 17:23 вибух повторився. Один з ударів прийшовся по відкритій місцевості у Запорізькому районі. Другий удар росіяни завдали по об'єкту критичної інфраструктури у Запоріжжі. Також зазнали пошкоджень десяток багатоквартирних будинків, приватний будинок та гуртожиток. Внаслідок ударів постраждали мешканці будинків.
24 вересня, в період з 21:30 до 21:52, окупанти завдали чотири удари КАБами по одному з районів міста. Влучання зафіксовано на території цвинтаря та у приватному секторі. Під час обстрілів отримали поранення 7 осіб, зруйновані житлові будинки, вибуховою хвилею та уламками пошкоджені домоволодіння, гаражі, автомобілі, об'єкти інфраструктури.
У ніч проти 26 вересня російські окупанти вчергове атакували Запоріжжя. Внаслідок обстрілу поранені восьмеро осіб, пошкоджені житлові будинки та територія одного з промислових підприємств.

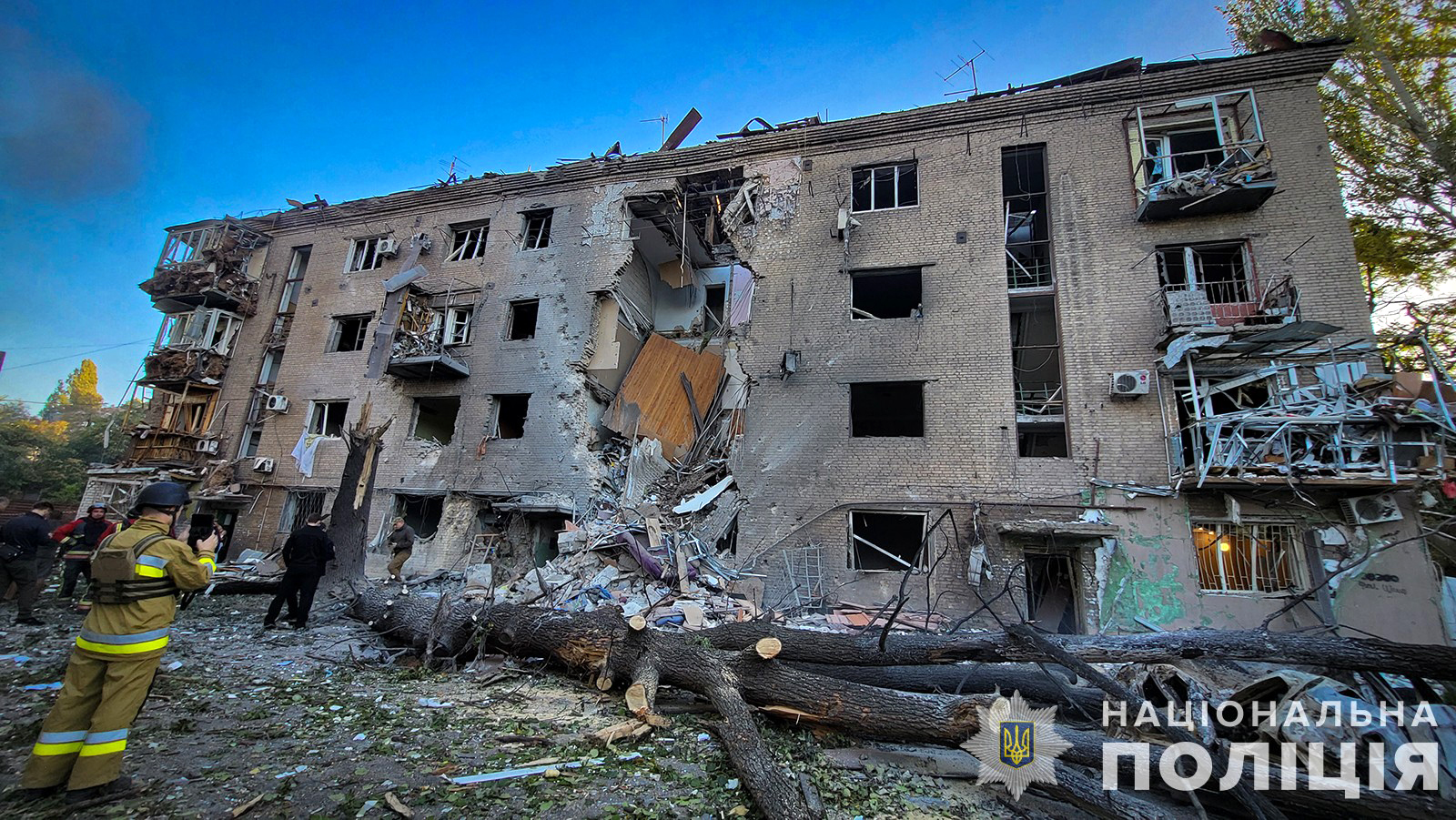
Будинок після обстрілу 29 вересня

29 вересня, вранці, окупанти завдали масований удар по Запоріжжю, скинувши понад 10 авіабомб. Від влучення одного з боєприпасів зруйновано багатоповерховий будинок. Інші удари завдано по приватному сектору у трьох спальних районах міста та інших об'єктах цивільної інфраструктури. Понад 60 квартир були понівечені: 30 житлових приміщень в Олександрівському районі, 12 — у Шевченківському районі, 21 — у Комунарському районі. У зв'язку з ранковою атакою було тимчасово призупинено рух трамвайних маршрутів № 10, 12, 14 та 15 та поїздів по станції Запоріжжя I, того ж дня був відновлений рух.

### Жовтень

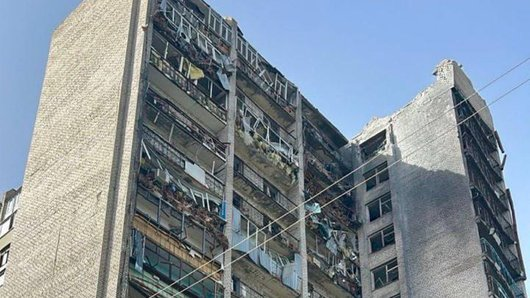
Одна із пошкоджених багатоповерхівок в Запоріжжі під час авіаудару 1 жовтня 2024 року

1 жовтня, близько 12:00, окупанти завдали щонайменше шість авіаударів по Запоріжжю, внаслідок якого пошкоджені багатоповерхівки та приватні будинки, а також є влучання в об'єкти інфраструктури, одна людина загинула та десятки осіб отримали поранення.
7 жовтня, близько 09:30, в Запоріжжі під час повітряної тривоги пролунали вибухи. За інформацією моніторингових каналів, це були удари КАБами. Ураження зазнали об'єкти інфраструктури. Поранення дістали троє співробітників цих об'єктів, згодом кількість постраждалих збільшилася до шести осіб.
10 жовтня, вранці, окупанти вчергове атакували КАБами Запоріжжя. Внаслідок атаки частково зруйновані декілька приватних житлових будинків, десятки — пошкоджені. Надійшло понад 200 звернень щодо пошкодженого майна. Понад 50 осіб звернулося до представників соціальної сфери після російського ранкового обстрілу Запоріжжя. Шестеро осіб дістали поранення, серед них — одна дитина.
12 жовтня, близько 02:22, у Запоріжжі пролунало декілька вибухів. Окупанти знову поцілили по приватних житлових будинках і виробничих приміщеннях одного з підприємств у Шевченківському районі та забудовам Олександрівського району міста. Четверо осіб дістали поранення, серед них — одна дитина.
19 жовтня, близько 18:00, російські окупанти завдали два авіаційних ударів по Запоріжжю. Після оголошення повітряної тривоги Повітряні сили ЗСУ повідомляли про пуск керованих авіаційних бомб тактичною авіацією у напрямку Запоріжжя. Станом на 19:30 повідомлено про чотирьох поранених осіб: трьох жінок та одного чоловіка. Вибуховою хвилею та уламками пошкоджено 12 будівель у трьох районах міста, автомобілі та автомийка.
21 жовтня, близько 09:15, російські війська атакувати один зі житлових кварталів Запоріжжя. Вибуховою хвилею пошкоджені багатоквартирні будинки.

### Листопад
5 листопада, о 09:38, після оголошення тривоги в Запоріжжі пролунали вибухи. Окупанти поцілили в інфраструктурний об'єкт, внаслідок якого загинуло 6 осіб, а понад 20 осіб отримали поранення.
7 листопада, о 14:20, російські окупанти завдали 5 авіаударів по Запоріжжю. Внаслідок атаки загинуло 11 осіб, серед них півторарічна дитина. 41 особа, включаючи чотирьох дітей, травмовані. Окупанти знову вдарили по житловому сектору, а також по лікувальному закладу. В одному з районів сталося руйнування двох під'їздів чотирьохповерхового будинку.
11 листопада, о 01:33, російські війська завдали по житлових районах Запоріжжя трьох ударів фугасними авіаційними 500-кілограмовими бомбами (ФАБ-500 з універсальним модулем планування і корекції). Внаслідок прямого влучання частково зруйнований двоповерховий житловий будинок. Поранення отримали двоє дорослих та дві дитини. Ще один удар завдали по ділянці поряд з п'ятиповерховим гуртожитком. Будівлю пошкоджено вибуховою хвилею та уламками. Внаслідок вибуху постраждали 17 осіб. Третій удар — по території поруч з автосалоном, в якому загинув охоронець.
16 листопада, близько 04:20, російська армія вкотре атакувала Запоріжжя та передмістя. Внаслідок обстрілу пошкоджено об'єкт критичної інфраструктури, торговельні приміщення та дорожнє покриття.
17 листопада, з 06:40 до 07:30 під час масової атаки по території України, ворог завдав три ракетних удари по Запоріжжю, які влучили неподалік від об'єктів інфраструктури, пошкоджені десятки будинків, серед них і п'ятиповерхівки, що вже були раніше пошкоджені російськими ударами.
18 листопада, в період з 21:00 до 22:00, окупанти по Запоріжжю застосувавали 11 ударних БпЛА. Внаслідок масованої атаки зазнали пошкоджень об'єкт інфраструктури та гаражний кооператив, у приватному секторі одного з районів міста частково зруйнований будинок, пошкоджені інші домоволодіння, розташовані поруч. Після атаки станом на ранок 19 листопада понад 15,6 тисячі абонентів залишалися знеструмленими. Від теплопостачання було відключено 677 будинків.
19 листопада, вранці окупанти знову обстріляли місто іранськими «шахедами». Внаслідок обстрілу в місті були руйнування будівель а також знеструмлення міста.
22 листопада, ввечері, російські окупанти завдали два удари по Запоріжжю та передмістю. Внаслідок обстрілу пошкоджено фермерське господарство, складські приміщення та приватні будинки. Один чоловік загинув, одна дитина дістала поранень.
23 листопада, окупанти завдали ударів бомбами ФАБ-500 та також КАБами по Запоріжжю. Зруйновано інфраструктуру міста і є жертви.
24 листопада, ввечері, російські окупанти масовано атакували Запоріжжя «шахедами». У ніч проти 25 листопада атакований Заводський район міста. Пошкоджень зазнав житловий квартал та три удари прийшлися на промислові об'єкти інфраструктури.
27 листопада о 22:02 була оголошена повітряна тривога, яка тривала до 09:12 28 листопада (загалом 11 годин 10 хвилин) та була пов'язана з 11-ю за 2024 рік масованою атакою на об'єкти цивільної енергетичної інфрастуктури за офіційною картою повітряних тривог України (дані з 16 березня 2022 року). Нічна тривога стала найдовшою в Запорізькій області за весь час повномасштабного російського вторгнення в Україну. До 28 листопада 2024 року найдовша тривога в Запорізькій області була зафіксована 10 листопада 2023 року, що тривала 8 годин 35 хвилин.

### Грудень
2 грудня, в новинах України з'явилася інформація, що окупанти планують розвинути наступ на Запоріжжя. Було зафіксовано нарощування військ рф на цьому напрямку[джерело?].

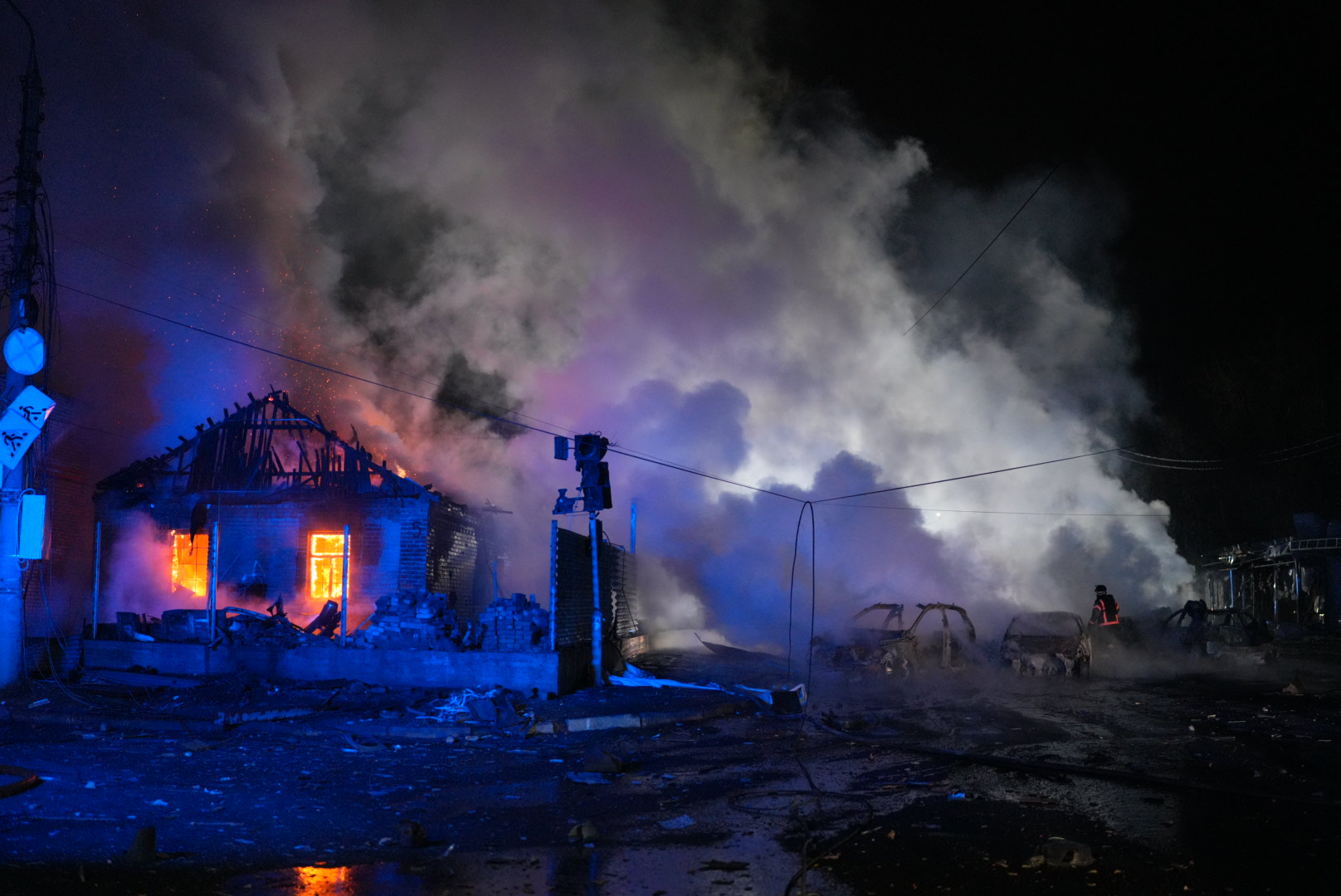
Пожежа внаслідок обстрілу 6 грудня

6 грудня, близько 18:00, російські окупанти атакували Запоріжжя ФАБ-250. Внаслідок обстрілу загинуло 10 осіб, восьмеро з яких перебували в автомобілях, серед загиблих дві дівчинки 11 та 14 років. 26 осіб дістали поранення, серед них троє дітей — 11-річний хлопчик, 4-річна дівчинка, чотиримісячна дівчинка. Зруйновано авторемонтний комплекс, пошкоджені супермаркети та торгові павільйони, багатоповерхівки та інша інфраструктура. Рятувальники ліквідовали загоряння автомобілів на площі 30 м² та станції техобслуговування на площі 250 м². 7 грудня в Запоріжжі було оголошено Днем жалоби.
10 грудня, близько 15:00, окупанти атакували центр Запоріжжя балістичною ракетою. Загинуло 11 осіб, 22 особи зазнали поранень, серед яких 5-річна дівчинка. Пошкоджені приватна клініка, 20 багатоповерхівок, школа, позашкільний заклад, офісний центр та інша інфраструктура поруч з епіцентром ракетного удару. 11 грудня в Запоріжжі було оголошено День жалоби.
20 грудня, ввечері, окупанти спрямували на Запоріжжя величезну кількість «шахедів», що призвело до руйнувань у житловому секторі. Внаслідок атаки постраждала одна з багатоповерхівок: вибиті вікна, зруйновані балкони, місцеві мешканці залишилися без нормальних умов для проживання. Зазнали поранення четверо осіб, зокрема серед них 12-річна дитина.
26 грудня, о 23:00, під час оголошеної повітряної тривоги в Запоріжжі окупанти завдали ракетного удару по промисловому об'єкту.
31 грудня, в передноворічну ніч, окупанти атакували «шахедами» Запоріжжя та область. Всього було запущено понад 10 дронів-камікадзе, з яких 5 знищено, а решта пролетіли повз міста. У Запоріжжі зафіксовані пошкодження вікон у декілька багатоповерхових будинках.

## 2025

### Січень
8 січня, під час повітряної тривоги, між 15:40 та 16:15, Запоріжжя опинилося під комбінованим ракетно-бомбовим ударом промислової інфраструктури. Спочатку ворог завдав удар з С-300 з території тимчасовоокупованого Василівського району, а пізніше з нових пускових — з району тимчасово окупованого Дніпрорудного щонайменше з чотирьох бортів Су-34 здійснено скид КАБів у напрямку міста й Запорізького району. Під час бомбової атаки на місто/район окупанти завдали ракетний удар з Ростовської області двома балістичними «Іскандерами». Атаку коригувала пара розвідувальників «Суперкам» та «Орлан». Загинуло щонайменше 13 цивільних осіб. Станом на ранок 9 січня кількість потерпілих в Запоріжжі внаслідок удару зросла до 113 осіб. 9 січня оголошено Днем жалоби за загиблими. Уламки також влучили в трамвай та маршрутне таксі з пасажирами, які в цей час перебували в епіцентрі обстрілу.
11 січня, ворог завдав масовану атаку «шахедами», внаслідок чого в Запоріжжі пошкоджено понад 20 приватних осель у трьох районах міста: є вибиті вікна та потрощені покрівлі.
18 січня, близько 06:00, через декілька хвилин після оголошення повітряної тривоги, окупанти вчергове атакували Запоріжжя, поціливши в об'єкт інфраструктури у Шевченківському районі міста. Внаслідок ракетної атаки одна людина загинула, 12 осіб зазнали поранень, пошкоджена адміністративна будівля, житлові будинки, Свято-Андріївський кафедральний собор УПЦ МП та приватні автівки.
22 січня, ввечері, Запоріжжя атаковано ворожими БПЛА, завдавши 5 ударів по об'єктах інфраструктури. У трьох районах міста виникли проблеми зі світлом й водою.
23 січня, близько 04:00, окупанти завдали 4 ракетних удару по житловій забудові міста. Зруйновано одну багатоповерхівку та 30 будинків зазнали пошкоджень. Одна людина загинула та 51 особа дістали поранень, зокрема 5 рятувальників. Внаслідок атаки постраждала будівля одного з університетів та будинок культури. Від російської атаки також постраждала міська інфраструктура: 20 тисяч осіб у Запоріжжі залишилися без світла, 17 тисяч — без централізованого опалення. За даними Повітряних сил, війська РФ завдали удари по Запоріжжю чотирма балістичними ракетами «Іскандер-М»/KN-23 з Воронезької області РФ.

### Лютий
1 лютого, вночі, Запоріжжя зазнало масованої атаки з боку російських окупантів. Місто атакували 18 шахедів. Внаслідок чого пошкоджені багатоповерхівки, приватні будинки, заклад освіти, культурний центр, автомийка, гаражі та автомобілі.
6 лютого, вранці, бело зафіксовано перше збиття КАБа в передмісті Запоріжжя. Під час атаки на місто була застосована експериментальна зброя, завдяки якій вдалося збити КАБ. Ціль була знищена, але внаслідок падіння пошкоджений вантажний автомобіль.
17 лютого російські окупанти атакували Запоріжжя 10 безпілотниками. Внаслідок обстрілу пошкоджені складські приміщення та понад 20 житлових будинків, виникла пожежа.
22 лютого, з 20:56 та майже 5 годин Запоріжжя масованого атаковано «шахедами». Через атаку БПЛА пошкоджено вікна у декількох багатоповерхівках, виникли пожежі у приватному секторі. В результаті інциденту постраждала 53-річна жінка.
26 лютого, об 11:08, в Запоріжжі пролунав потужний вибух, який чули місцяни майже в усіх районах міста. За хвилину до цього була оголошена повітряна тривога. Обласна влада згодом заявила, що вибух пролунав у передмісті. Моніторингові канали повідомляли про російський безпілотник-розвідник над Вознесенівським районом, а також повідомлялось про загрозу російської атаки засобами балістики.

### Березень
1 березня окупанти двічі атакували Запоріжжя безпілотниками. Перша розпочалася приблизно о 12:00. Від ворожих прильотів постраждало три приватні будинки у Комунарському районі та автівки. Дронова атака приблизно о 19:40 стала значно масштабнішою, тому що ворог своїм «шахедом» влучив у триповерховий будинок на території Правого берега. В результаті атаки пошкоджена покрівля будинків, яка вигоріла вщент. Також під час гасіння пожежі були затоплені всі квартири з третього по перший поверх, адже у рятувальників не було іншого виходу, щоб зупинити полум'я.
8 березня, вночі, через атаку шахедів по Запоріжжю зазнали пошкодження приватне підприємство й автівки поряд, а також чотири багатоповерхівки в Осипенківському мікрорайоні міста. Волонтерський центр «Паляниця» - один з найбільших осередків допомоги, який був заснований з перших днів повномасштабного вторгнення. Він обʼєднав сотні людей, які щодня приходили сюди та плели маскувальні сітки, варили буржуйки, протитанкові їжаки, габіони. Волонтери збирали кошти на придбання автомобілів, дронів, ремонт військової техніки, закупівлю медикаментів. За час війни кількість волонтерів, які входили до складу «Паляниці», зменшилася, але центр не зупиняв свою діяльність. Близько 02:00 один з «шахедів» влучив в цех «Паляниці». На місці виникла пожежа. Вогонь охопив зварювальний цех та допоміжні споруди, загальна площа займання склала 400 м². Ввечері того ж дня окупанти атакували об'єкт критичної інфраструктури в одному з районів міста. Рятувальники ліквідовували масштабну пожежу, що виникла після ворожих ударів по Запоріжжю близько п'яти годин. Без газу залишилися близько 2000 абонентів. Загалом Запоріжжі знижувався тиск газу для 210 тисяч абонентів і промислових підприємств.
19 березня, ввечері, через атаку БПЛА, в Запоріжжі частково зазнали пошкоджень декілька квартир у багатоповерхівках. Внаслідок ворожого удару поранено двоє осіб.
20 березня, о 21:50 та 22:40, окупанти завдали щонайменше чотири авіаудари по передмістю обласного центру керованими авіабомбами, поціливши по приватному сектору. Внаслідок чого пошкоджені три будинки, у дачному  кооперативі виникла пожежа. Поранення отримали шестеро осіб, серед них — 4-річний хлопчик.
21 березня, приблизно о 21:00, окупанти атакували обласний центр дванадцятьма БпЛА типу «Shahed». Загалом пошкоджено 24 багатоповерхових будинків, 20 приватних будинків, будівлю дитячого садка та заклад харчування, зруйновано 1 приватний будинок. В результаті обстрілу 16 людей постраждало (серед них 9-місячне немовля) та троє загиблих (серед них 14-річна дівчинка).
23 березня, ввечері була оголошена повітряна тривога через атаку ворожих БПЛА по Запоріжжю, в місті пролунали декілька вибухів, повідомлялося про приземлення БПЛА. 24 березня, о 00:00, в декількох районах міста пролунав  більш гучний вибух. Внаслідок чергового ворожого удару по Запоріжжю пошкоджено 4 багатоповерхові та 8 приватних будинків, а також гаражне приміщення, поранення отримала 54-річна жінка.

### Квітень
14 квітня, вночі, російський FPV-дрон-камікадзе вперше досяг межі міста Запоріжжя. Внаслідок дронової атаки, що сталася у Шевченківському районі виникла пожежа на цивільній автозаправні станції.
19 квітня, вночі та під ранок, російські війська атакували місто  дронами типу «Shahed». Два ворожі удари прийшлися безпосередньо на територію міста Запоріжжя, внаслідок одного з них виникла пожежа на території автотранспортного підприємства та пошкоджені житлові будинки навколо.
22 квітня, об 11:41 та 11:43, окупанти атакували Запоріжжя двома КАБами. Внаслідок обстрілу в одному з районів міста зайнялася пожежа, одна людина загинула, 42 особи зазнали поранення, серед них семеро дітей. Після ворожого удару пошкоджений навчальний заклад, в якому вибиті вікна у більшості навчальних класах, а також приватні автомобілі. Згодом стало відомо, що окупанти вдосконалила систему наведення керованих авіаційних бомб (КАБ), що дозволяє завдавати точніших та дальнобійніших ударів. Ймовірно, саме такі боєприпаси були використані під час авіаудару по Запоріжжю 22 квітня.
24 квітня, вранці, Запоріжжя атакували 8 БпЛА типу «Shahed». Влучання прийшлися поблизу адміністративних будівель, пошкоджень зазнали дві багатоповерхівки в одному з районів міста. Понад 250 м² місцевості забруднено відходами руйнації внаслідок дронової атаки.

### Травень
1 травня, ввечері, російські БПЛА атакували підприємство залізничного транспорту ЗЕРЗ, яке не має військового призначення, проте зазнало суттєвих пошкоджень. Ввечері Запоріжжя масовано атакували понад 20 БПЛА. Більшість з них вдалося збити за межами міста. Кількість постраждалих зросла до 29. Одна людина вважалася загиблою, але ця інформація не підтвердилася. У місті пошкоджені житлові будинки, об'єкти інфраструктури та заклади освіти.
6 травня, вночі, через атаку БПЛА окупанти пошкодили енергетичну інфраструктуру обласного центру, без електрики залишилися понад 42 тисячі абонентів у двох районах міста. Через дві години енергетики відновили електропостачання. Травми отримали 4 особи, зруйновано приватний будинок, а 7 багатоповерхівок та 14 приватних будинків зазнали руйнувань.
30 травня, вранці, в Запоріжжі внаслідок російської атаки виникла велика пожежа на об'єкті інфраструктури в одному з районів міста.
31 травня, вночі Запоріжжя зазнало масованої атаки сімома шахедами, а під ранок 1 червня завдано ракетного удару. Під час атаки було пошкоджено об'єкти критичної інфраструктури, виникли займання, а також зафіксовано руйнування у приватному секторі. Зазнали поранення три людини.

### Червень
1 червня, близько 04:20, окупанти вкотре обстріляли інфраструктуру Запоріжжя. Внаслідок влучань безпілотників та крилатої ракети зазнали пошкоджень житлові будинки приватного сектору, об'єкти критичної інфраструктури та автотранспорт.
9 червня, вранці, окупанти атакували Запоріжжя керованими авіабомбами, пошкодивши десятки приватних будинків в одному з районів міста. Внаслідок удару зазнали поранення дві жінки, був пошкоджений газопровід в приватному секторі.  Десятки людей залишилися без газу після ранкової російської атаки. На місці руйнувань екіпаж аварійно-диспетчерської служби «Запоріжгазу» виявив деформацію ділянок газопроводу від осколків, повалена частина газопроводу та прилад обліку,  внаслідок чого сталися витоки газу. 
14 червня, вранці, окупанти атакували Запоріжжя чотирнадцятьма БпЛА типу «Shahed». Завдано щонайменше п'ять ударів по цивільній інфраструктурі, знищено склад з гуманітарною допомогою, зупинка громадського транспорту, вибуховою хвилею пошкоджені супермаркет та навколишні багатоповерхівки. Внаслідок ранкової атаки РФ по Запоріжжю медичної допомоги потребували три особи. Також на автостоянці знищено понад 10 автомобілей. У місті сталось декілька займань.
16 червня, вночі, внаслідок обстрілу по Запоріжжю сталося займання на промисловому підприємстві, яке спеціалізується на виробництві добрив та рослинництві.
У ніч на 17 червня, російські війська вкотре атакували Запоріжжя. Спочатку місто атакували «шахедами», згодом виникла загроза балістики. Під час останньої в місті чули три серії вибухів. Після перших вибухів в одному з районів сталися проблеми зі світлом і на деякий час зникло водопостачання по багатьом адресам. Окупанти завдали по місту щонайменше 4 ракетних удари. Нічна атака спричинила серйозні руйнування в декількох районах міста, зазнали пошкоджень близько 10 багатоквартирних будинків — вибуховою хвилею пошкоджені вікна та балкони, зафіксовано пошкодження понад 50 помешкань, зокрема у гуртожитку, у гаражному кооперативі понівечено близько 30 гаражів.
В ніч проти 18 червня російські окупанти вчергове атакували Запоріжжя 14-ма «шахедами». Внаслідок обстрілів на території промислового підприємства та складських приміщеннях виникли пожежі, у багатоповерхівках пошкоджені вікна, згоріли понад 50 автівок, знищено вщент відділення «Нової пошти» № 51, зазнали пошкоджень прилеглі крамниці.
22 червня, близько 21:15, армія РФ атакувала Запоріжжя та Запорізький район. В обласному центрі внаслідок обстрілу виникла пожежа в приватному будинку, а в районі — без світла залишились майже 5 тисяч абонентів.
У ніч на 25 червня російські війська здійснили чотири ракетні удари по Запоріжжю, пошкоджено дев'ять приватних будинків, господарчі споруди та автомобілі. Поранення отримали двоє чоловіків віком 31 та 35 років, один з них був госпіталізований.
27 червня, вночі, окупанти завдали щонайменше 6 ударів БпЛА по обласному центру, внаслідок яких пошкоджені будівлі промислового підприємства, а також територія гаражного кооперативу.
В ніч проти 29 червня російські окупанти завдали ракетного удару по Запоріжжю. Внаслідок обстрілу в місті пошкоджене одне з виробничих приміщень підприємства.

### Липень
З початку повномасштабного  російського вторгнення і до липня 2025 року в Запорізькій області зафіксувано понад 430 випадків забруднення повітря. Причинами стали обстріли, пожежі та інші наслідки збройної агресії РФ. Попередня сума шкоди, завданої довкіллю, вже перевищила 334 млн гривень.
1 липня, вночі, окупанти завдали чотири удару по Запоріжжю. В одному з районів міста сталася пожежа. Пошкоджене підприємство та приватні будинки.
6 липня, вночі, внаслідок атаки «шахедами» пошкоджене приватне підприємство в місті Запоріжжя, полум'я охопило будівлю загальною площею 600 м².
7 липня, близько 10:00, окупанти атакували Запоріжжя шістьма БпЛА. Чотири влучання сталися поблизу обласного ТЦК та СП. Понад 20 осіб дістали поранень. Пошкоджень зазнали багатоквартирні та приватні будинки, будівля одного з запорізьких вишів, інші об'єкти цивільної інфраструктури, знівечено припаркований автотранспорт.
14 липня, ввечері, російські війська знову вдалися до терору проти цивільного населення. Місто атакували дрони типу «Шахед» понад 16 годин, внаслідок чого виникла пожежа на даху одного з багатоповерхових будинків. Полум'я охопило верхні конструкції споруди.
24 липня, вночі, атаковано Запоріжжя та Запорізький район дев'ятьма «шахедами». Внаслідок атаки пошкоджено бази відпочинку ЗНУ, що розташовані на острові Хортиці. У будівлях вибиті вікна та двері, пошкоджені стіни та дах.
У ніч на 26 липня ворожі дрони атакували Запорізьку область, зафіксовано запуск щонайменше дев'яти «шахедів». Постраждали житлові будинки та господарські будівлі. В обласному центрі зазнали руйнувань житлова та нежитлова будівлі: вибиті вікна, зруйновані дах та пошкоджені фасади.
28 липня, близько 23:30, окупанти завдали 8 ударів ФАБами, чотири з них припали на одну з пенітенціарних установ у передмісті Запоріжжя. Внаслідок обстрілу 16 осіб загинули, 35 осіб — дістали поранення. Також руйнувань зазнали приватні оселі. Згодом Міністерство юстиції України повідомило про загибель 17 осіб та 82 поранених.

### Серпень
6 серпня, в проміжку часу з 05:55 по 06:10, ворог наніс щонайменше чотири удари авіабомбами ФАБ по території бази відпочинку у передмісті Запоріжжя. Внаслідок атаки виникло загоряння надвірної споруди, автомобілів та п'яти осередків горіння відкритої території, пошкоджено 9 одноповерхових будиночків для відпочинку, загинуло 2 людини, 12 поранено, серед них 2 дитини.
10 серпня, близько 18:00, російські окупанти завдали два авіаудари по Запоріжжю. Один з них прийшовся по будівлі центрального автовокзалу, інший — по клініці Запорізького державного медико-фармацевтичного університету. Внаслідок атаки зруйнована вщент будівля міжміського автовокзалу, зазнали пошкодження територія АЗС, довколишні будівлі та транспортні засоби. Поранення отримали щонайменше 20 осіб. Згодом стало відомо про ще одну особу, яку було деблоковано з-під завалів рятувальниками. Загальна кількість постраждалих за офіційними даними склала 21 людина.

Наслідки авіаудару по міжміському автовокзалу (10 серпня 2025)
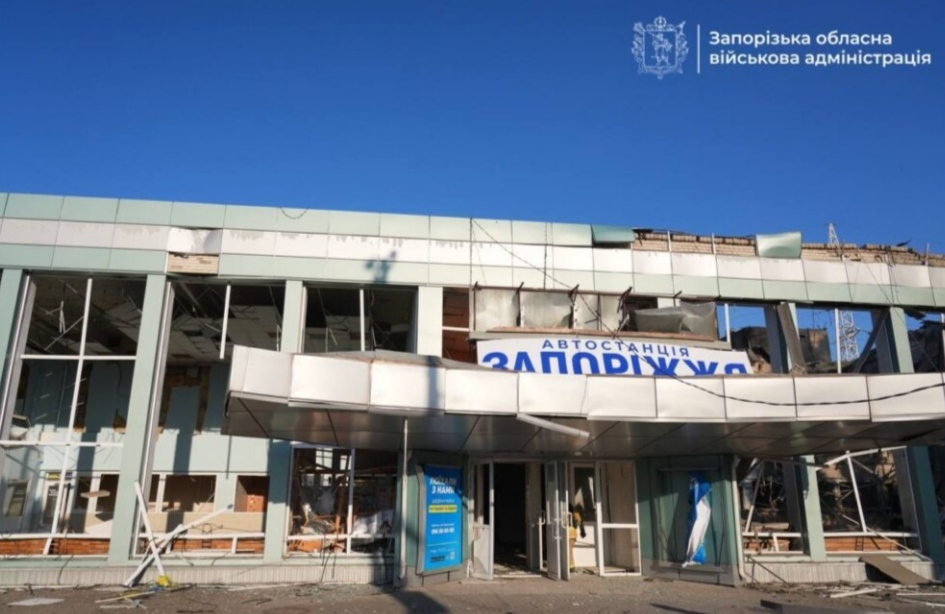
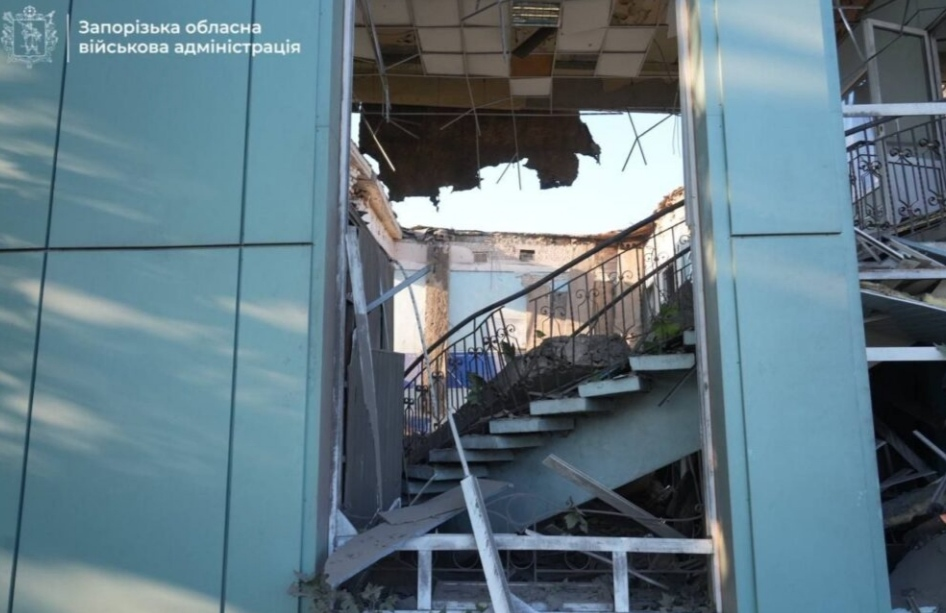

Вибуховою хвилею зазнали пошкоджень прилеглі будинки, АТБ-Маркет, меблевий магазин, аптека. У будівлі Університетської клініки пошкоджені близько 200 вікон, зруйновані та пошкоджені палати відділень, кабінети лікарів, холи стаціонарних відділень, відділення відновлювального лікування, рентгенодіагностичне відділення, діагностичний центр та клініко-діагностична лабораторія.
18 серпня, близько 09:00, армія РФ завдала по Запоріжжю два удари ракетами типу «Іскандер». Ракети поцілили по торгівельному ряду та об'єкту критичної інфраструктури. Внаслідок обстрілу троє людей загинули, 33 людини дістали поранень. Пошкоджені зупинка громадського транспорту, магазини, маршрутне таксі, цех одного з підприємства, довколишні 11 багатоквартирних будинків та 10 приватних будинків.